# Edewecht
Edewecht (plattdeutsch Erwech, historisch Adewacht) ist eine Gemeinde im Landkreis Ammerland in Niedersachsen (Deutschland).

## Geographie

### Geographische Lage
Der Hauptort liegt 18 km westlich der Stadt Oldenburg. Westlichster Punkt der Gemeinde ist Lohorst, der östlichste Punkt liegt im Wildenloh, der nördlichste Punkt im Fintlandsmoor und der südlichste Punkt in Hohendamm.

### Fließgewässer

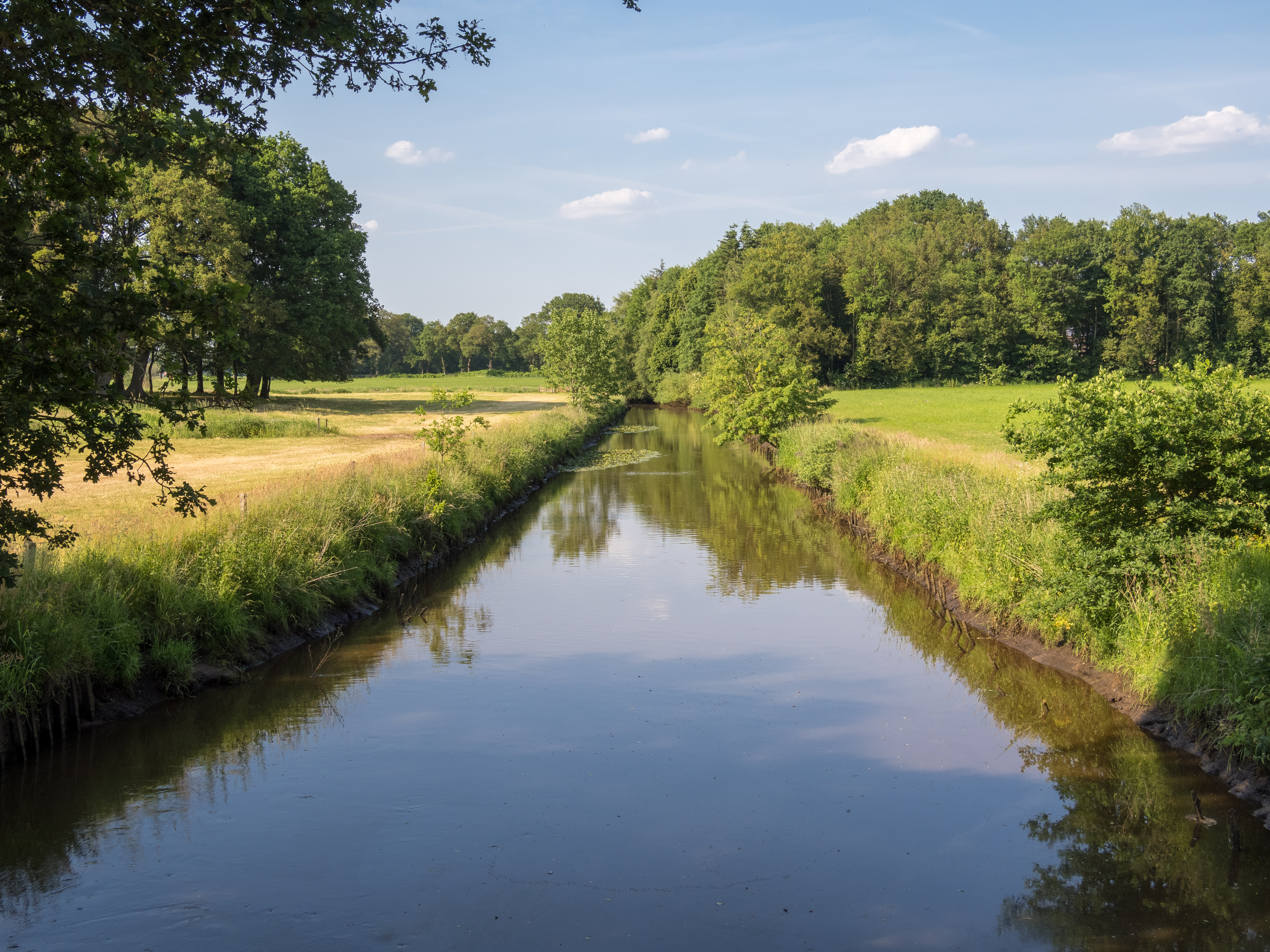
Aue bei Wittenberge (Edewecht)

Fließgewässer sind die vom Zwischenahner Meer kommende Aue sowie die aus Süden kommende Vehne, die bei der Ortschaft Osterscheps in die Aue mündet. Ein kleinerer, für die Edewechter Ortsentwässerung wichtiger Vorfluter ist die Espergöhler Bäke, die von Portsloge kommend in Edewecht in die Aue mündet. Sie ist der einzige im Gemeindegebiet entspringende Geestbach und im Oberlauf in Portsloge noch relativ naturnah, im Ortsbereich Edewecht begradigt und technisch ausgebaut. 

Durch die Aue entwässert die Gemeinde natürlicherweise in südwestlicher Richtung über die Jümme und Leda zur Ems. Mitte des 20. Jahrhunderts beendete der Bau des Leda-Sperrwerkes die bis dahin üblichen winterlichen Überflutungen der Aue- und Vehneniederung, die bis an die Ortsränder von Osterscheps, Edewecht und Jeddeloh heranreichten. Für die Gewässerunterhaltung ist die Ammerländer Wasseracht mit Sitz in Westerstede verantwortlich. Im Gemeindegebiet liegen die Fischereirechte an der Vehne sowie an der Aue bis Osterscheps beim Fischereiverein Edewecht e. V. Die Aue unterhalb Osterscheps wird vom Fischereiverein Scheps e. V. von 1931 betreut. Der Gemeindeabschnitt des Küstenkanals wird von beiden Fischereivereinen gemeinsam genutzt.

### Ausdehnung des Gemeindegebiets und Landschaftsformen
Edewecht ist mit einer Fläche von 11.340 ha die viertgrößte und zugleich südlichste Gemeinde des Ammerlandes. Das Gemeindegebiet erstreckt sich 20 km auf der West-Ost-Achse und 12 km in Nord-Süd-Richtung.

Die Geländehöhen liegen im westlichen Gemeindegebiet bei 3,5 m NN (Aueniederung) und steigen nach Osten auf 18 m NN (Wildenloh). Die Landschaft ist vom Wechsel der Geestrücken der oldenburgisch-ostfriesischen Grundmoräne mit den ehemaligen Hochmooren geprägt. Naturräumlich gehören der Westen und der Süden der Gemeinde (Bauerschaften Wittenberge, Süddorf, Husbäke, Jeddeloh I und II) zur moorreichen „Hunte-Leda-Moorniederung“, wohingegen die alten Ortschaften Edewecht und Scheps der höher gelegenen „Oldenburgen Geest“ (Untereinheit „Edewechter Geest“) zugeordnet sind. Im Gemeindegebiet bestehen vier Geesthügel, auf denen Esche geschaffen wurden. Darunter gilt der Edewechter Esch mit einer Fläche von etwa 100 ha als der größte und längste des Ammerlands. In den Randlagen dieser höhergelegenen, trockeneren Esche begann in vorgeschichtlicher Zeit die locker gestreute Besiedelung. Diese alten Dorfkerne befinden sich in Westerscheps, Osterscheps, Edewecht und Jeddeloh I. Mit der Eingemeindung Friedrichsfehns (1934) kamen zu diesen ursprünglichen Eschflächen noch die zwei Geesthügel des Großen und Kleinen Wildenlohs dazu.
Heute wird die kleinräumig durch offene Wiesen, Wallhecken und Waldflächen strukturierte Landschaft in der Tourismuswerbung mit dem Begriff Parklandschaft Ammerland plakativ beschrieben.

### Naturschutzgebiete

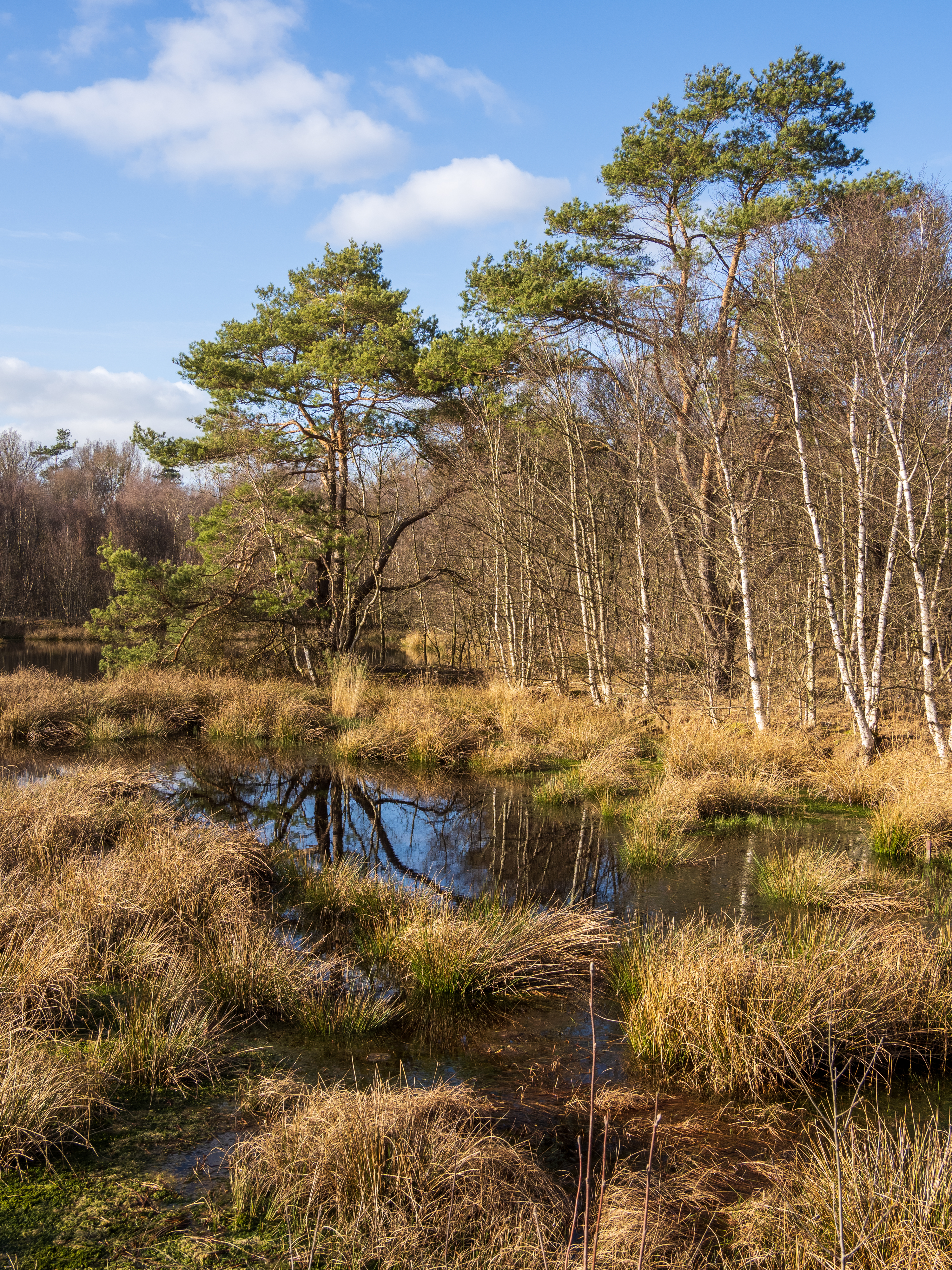
NSG "Fintlandsmoor"

Im Gemeindegebiet sind von den ehemals ausgedehnten Hochmooren fünf Restflächen mit einer Gesamtfläche von rund 350 ha als Naturschutzgebiet (NSG) ausgewiesen:
- Fintlandsmoor (NSG WE 88; 50 ha)
- Dänikhorster Moor (NSG WE 181; 20 ha)
- Moorkämpe Süddorf (NSG WE 199; 19 ha)
- Vehnemoor (NSG WE 270; Edewecht: 206 ha)
- Jeddeloher Moor (NSG WE 226; 50 ha)

Bei den NSG Fintlandsmoor, Dänikhorster Moor und Süddorfer Moorkämpe handelt es sich um Reste kleinräumig strukturierter, bäuerlicher Handtorfstiche. Diese entwässerten Bereiche haben sich durch natürliche Sukzession vielfach zu Moorbirken-Standorten entwickelt oder regenerieren sich nach Wiedervernässung als Lebensraum hochmoorgebundener Lebensgemeinschaften. In den unter Schutz gestellten Flächen des industriell abgetorften Vehnemoors leiten aktuell erste Vernässungsflächen eine großflächige Renaturierung ein. Langfristig soll hier über die verschiedenen Renaturierungsstadien der ehemalige Hochmoorcharakter wieder hergestellt werden.

### Gemeindegliederung
Die Gemeinde besteht aus 16 Bauerschaften. Nord Edewecht I, Nord Edewecht II und Süd Edewecht bilden als Ortszentrum ein geschlossenes Siedlungsgebiet. Dort befinden sich die Gemeindeverwaltung und die Kirche. Mit 7.260 Personen wohnen etwa 31 % der Gemeindebevölkerung im Ort Edewecht.
Zweitgrößter Ort der Gemeinde ist mit etwa 5.000 Einwohnern Friedrichsfehn. Der Ort Portsloge hat etwa 2.000 Einwohner. Die Bauerschaften Husbäke, Jeddeloh I, Jeddeloh II, Klein Scharrel und Osterscheps haben jeweils unter 2.000 Einwohner. Noch kleiner sind Kleefeld, Süddorf, Westerscheps, Wittenberge und Wildenloh.
(Stand der Einwohnerzahlen: 31. Dezember 2023).

### Nachbarkommunen
Die Gemeinde Edewecht grenzt an drei Städte und fünf Gemeinden. Das sind die Ammerländer Kommunen Apen, Westerstede und Bad Zwischenahn, die kreisfreie Stadt Oldenburg, die Gemeinde Wardenburg des Landkreises Oldenburg und die Kommunen Bösel, Friesoythe und Barßel des Landkreises Cloppenburg. Die Aufzählung beginnt im Nordwesten und setzt sich im Uhrzeigersinn fort.

### Klima
Das Klima in Edewecht ist durch die Nähe zur Nordsee mit moderat warmen Sommern und relativ milden Wintern stark atlantisch geprägt. Klimadaten der nächstgelegenen Messstation des deutschen Wetterdienstes in Friesoythe-Altenoythe nennen für den Bezugszeitraum 1991–2020 ein langjähriges Temperaturmittel von 10,0 °C und eine durchschnittliche Regenmenge von 778 mm / Jahr. Allgemein sind Sommer und Herbst feuchter, Winter und Frühjahr dagegen etwas trockener (Maximum Juli: 84 mm; Minimum April: 42 mm).

## Geschichte

### Frühzeit
Archäologisches Fundmaterial aus Osterscheps und Süddorf-Voßbarg belegt die Anwesenheit von Menschen seit der Altsteinzeit. In einer von einigen Findlingen umgebenen Bodenerhöhung am Portsloger Fischteich vermuten Archäologen ein zerstörtes Großsteingrab der jüngeren Steinzeit (sog. „Pastorengrab“). Wichtige Funde aus der römischen Kaiserzeit sind mehrere Moorleichen wie der Mann aus Hogenseth (Fundjahr: 1920) sowie der Mann von Husbäke von 1931 und der Mann von Husbäke von 1936 (Todeszeitraum zwischen 75 und 215 n. Chr.), ein Bohlenweg zwischen Edewecht und Jeddeloh I (datiert um Christi Geburt) und eine seltene römische Bronzekasserolle.
Um 500 n. Chr. sind Bauern aus dem Stamm der Chauken im Ammerland und damit vermutlich auch in Edewecht sesshaft geworden. Diese gelten als Teilstamm der Sachsen und waren späten nur noch unter dem Namen dieses Großstammes bekannt. Nach dem Sieg Karls des Großen über die Sachsen (785 n. Chr.) erfolgte die Christianisierung und die Zehntpflicht wurde eingeführt. Gleichzeitig bildete die neue Grafschaftsverfassung die Grundlage fester Verwaltungsstrukturen („pagus ammeri“). Eine bedeutende Entdeckung aus dem 13./14. Jahrhundert ist eine knopfgroße, blauschillernde „Alsengemme“, als Glücksbringer vermutlich die Heiligen drei Könige darstellend (eine vergrößerte Nachbildung befindet sich heute vor der Süd-Edewechter „Alten Apotheke“).

### Mittelalter bis Dreißigjähriger Krieg
Der Ortsname Edewecht ist erstmals 1139 im Zusammenhang mit der Stiftung eines decimam adewacht (= der Zehnte zu Edewecht) an das Bremer Dom- und St. Willhadistift fassbar. Adewacht bezieht sich vermutlich auf die durch Edewecht fließende Aue, wacht ist in dieser Deutung mit Wachstelle, Zollstelle zu übersetzen (s. u. „Tollhus up’n Wurnbarg“). Die Orte Scheps (1260: „Scepesen“, 1390: „Schephusen“) und Jeddeloh („Yedelo“) werden erstmals im Bruchhauser Lehnsregister um 1260/’70 erwähnt.
Siedlungskerne der Gemeinde waren die vier ackerbaulich nutzbaren Eschfluren auf den Geestrücken. Urkundlich sind im Kirchspiel Edewecht aus dieser frühen Periode insgesamt 27 Hofstellen erwähnt. Wester- und Osterscheps (13 Vollbauern) wurde als Haufendorf besiedelt, während Jeddeloh eine Einzelhofsiedlung von zwei Vollbauern darstellte. In Edewecht bildeten zwölf Bauernhöfe westlich des langgestreckten Esches (heute etwa Verlauf der Landesstraße 831) ein Reihendorf. Diese Vollbauern („Hausleute“) bildeten über die folgenden Jahrhunderte die gesellschaftlich bestimmende „Bauerschaft“, die das Gemeinwesen auf genossenschaftlicher Basis selbstverwaltete. Grundlage der Selbstverwaltung waren die 16 Paragraphen des „Edewechter Bauerbriefs“ (schriftlich um 1600), die vor allem die wirtschaftlich-sozialen Fragen der Dorfgemeinschaft regelten. Die Autonomie von Bauerschaft und Bauerbrief wurde von der Landesherrschaft geduldet, soweit sie im Einklang mit deren Rechtsvorgaben standen.
Mit der vollständigen Besiedlung der Esche im 13. Jahrhundert war die erste Siedlungsperiode weitgehend abgeschlossen. In der folgenden Zeit wird in Nord-Edewecht im Jahr 1305 mit einer Kapelle die Vorläuferin der heutigen St.-Nikolai-Kirche erwähnt.
Ab 1400 gehen Lehnsrechte zunehmend auf das oldenburgische Herrscherhaus über und seitdem gehörte Edewecht zum Kerngebiet des Oldenburger Landes, das bis zu seiner Auflösung 1946 den übergeordneten historischen Rahmen Edewechter Lokalgeschichte bildete.
Um ihre neue Macht zur Geltung zu bringen, siedelten die oldenburgischen Grafen in der Folgezeit in Edewecht neben den etablierten Hausleuten auch einen niederen Ritteradel auf sieben kleinen Gütern („Ick slah de Eier in de Pann“) an. Westerscheps als Kreuzungspunkt des alten Heerweges nach Apen, eines Fahrwegs ins münsterländische Harkebrügge und der schiffbaren Aue wurde militärisch befestigt. Zwei zeitlich getrennt angelegte Verteidigungsanlagen sollten das oldenburgische Ammerland vor feindlichen Einfällen schützen. Ab etwa 1500 sperrte ein Wall mit vorgelagertem Grabensystem am natürlichen Engpass zwischen Aueniederung und Fintlandsmoor den Weg nach Godensholt und damit Richtung Grafschaft Ostfriesland. Eine zweite, sternförmig angelegte Schanze bewachte ab etwa 1440–1460 westlich der Oellienbrücke den Aueübergang ins Münsterland und sicherte ebenfalls gegen ostfriesische Einfälle. Hier befand sich auch eine Zollstätte, die den Schiffs- und Wagenverkehr Richtung Münsterland kontrollierte (vgl. „Tollhus up’n Wurnbarg“).
Diese Schanze kam aber bald schon ihrer Aufgabe nicht mehr nach, da bereits ab 1471 wegen Grenzstreitigkeiten an Aue und Vehne mehrfach kriegerische Einfälle aus dem benachbarten Niederstift Münster erfolgten. In diesen sog. „Münsterschen Fehden“ wurden Edewecht und auch umliegende Dörfer bis 1538 dreimal vollständig niedergebrannt. Nach Ende der Fehden sank die Bedeutung der gräflichen Ministerialen, die allmählich in den Bauernstand übertraten.
1450 raffte die Pest viele Einwohner dahin. Gleichzeitig belegen aber zu dieser Zeit mehrere Mühlen einen ertragreichen Ackerbau. So gestattete die „Bauerschaft“ ab Ende des 16. Jahrhunderts eine begrenzte Zusiedlung kleinbäuerlicher Höfe, sogenannte Köter. Die Beziehungen zwischen alteingesessenen Vollbauern und diesem neuen, minderberechtigten Mittelstand waren nicht ohne Spannungen und wurden explizit im Bauerbrief geregelt. Zu dieser Zeit galt der Ort Edewecht als das volkreichste Dorf des Ammerlandes. Um 1530 setzte in Edewecht mit Wirken des ersten lutherisch predigenden Pastors die Reformation ein. Um 1568 wird erstmals der Schiffbau an der Edewechter Vehne urkundlich erwähnt.
Im Dreißigjährigen Krieg konnte die Neutralitätspolitik Graf Anton Günthers das durch seine Grenzlage gefährdete Edewecht aus Kriegshandlungen heraushalten, jedoch mussten Edewecht, Scheps und Jeddeloh 1627 und 1628 Einquartierungen kaiserlicher Söldner dulden. 1624 wurde Edewecht ein viertes Mal durch ein Großfeuer vernichtet.

### Dänen- und Franzosenzeit
Von 1667 bis 1773 war Edewecht als Teil der Grafschaft Oldenburg dänisch verwaltet. Nach einem viertägigen Interregnum 1773, in dem auch Edewecht zum russischen Zarenreich gehörte, erlangte Oldenburg seine Souveränität wieder und wurde 1774 zum Herzogtum erhoben. Beim Reichsdeputationshauptschluss erhielt Oldenburg 1803 für den Verzicht auf den Elsflether Weserzoll das angrenzende Niederstift Münster zugesprochen. Dadurch verlor Edewecht seine Funktion als Grenzort. Bemerkenswert sind in dieser Zeit (1730 bis nach 1800) bis zu acht Schiffszimmereien, die an der schiffbaren Vehne vor allem traditionelle Binnenschiffe für das damals entstehende norddeutsche Kanalsystem, z. T. aber auch hochseetaugliche Segelschiffe bauten. Heute erinnern an diese Edewechter Schifffahrtsära im Ortszentrum das Standbild des „Käpt’n Kuper“, eine Schiffsskulptur am Kleinbahnweg (Künstler: Dieter Sur und Klaus Groh) sowie in Oldenburg die ehemalige Heinrich Brand Schiffswerft.
1811 wurde Norddeutschland von napoleonischen Truppen besetzt und damit war Edewecht bis 1813 eine Mairie des Departements der Wesermündungen. Kurze Zeit galten die französische Verfassung und der Code Napoléon, wobei die Bevölkerung diesen politischen und administrativen Neuerungen reserviert begegnete. Mit Ende der sogenannten „Franzosenzeit“ strebte man die Rückkehr altgewohnter Strukturen an. Jedoch erfolgte 1814 mit der Neufassung der oldenburgischen Landesverfassung die schleichende Entmachtung der bäuerlich-genossenschaftlichen Selbstverwaltung und damit die Schaffung einer politischen Gemeinde Edewecht.

### 19. Jahrhundert – Gemeinheitsteilung und Moorkolonisierung
Zwischen Dreißigjährigem Krieg und der so genannten Franzosenzeit hatte sich die Edewechter Bevölkerung mehr als verdreifacht, was neben vergleichsweise guten Lebensumständen mit der Gemeinheitsteilung zusammenhing, die der ärmeren Bevölkerung soziale und wirtschaftliche Verbesserungen geben sollte. Bereits 1749 wurde die Edewechter Gemeinheit kartographiert und ab 1790 kamen in den Randlagen der Eschdörfer Edewecht, Jeddeloh und Wittenberge verödete Gemeinschaftsländereien in kleinbäuerlichen Besitz. 1782 erfolgte die erste feste Ansiedlung in Portsloge, 1794 begann die Besiedlung des „Scharrelsberges“, aus dem sich die Bauerschaft Klein Scharrel entwickelte.
Größte siedlungs- und bevölkerungshistorische Bedeutung hatte für Edewecht die in der ersten Hälfte des 19. Jahrhunderts einsetzende Moorkolonisation. So entstand von 1827 bis 1844 am Langendamm im Vehnemoor die erste Moorkolonie der Gemeinde, das heutige Jeddeloh II. Dazu beigetragen hat auch die 1790 erfolgte Grenzfestlegung zwischen der Grafschaft Oldenburg und dem Niederstift Münster, die Teile des Vehnemoores mit den Jeddeloher Wiesen dem Land Oldenburg zuschlug. Weitere Kolonisierungen folgten in den Jahren 1846 und 1847 am Wildenlohsweg (heute Kleefeld) und 1851 mit der Kolonie hinter dem Wildenloh (heute Friedrichsfehn). Innerhalb eines halben Jahrhunderts verdoppelte sich die Anzahl Edewechter Bauerschaften.
In ursächlichem Zusammenhang mit dem Landesausbau stand die Erschließung der unwegsamen Moore durch verschiedene Verkehrswege (1822: „Scharreler Damm“ nach Wardenburg, 1830/'40: „Edewechter Damm“ nach Altenoythe). Die 1874–1895 gebaute befestigte Chaussee Edewecht – Oldenburg hatte für Edewecht die komfortable Folge, dass der bisherige Umweg über Zwischenahn wegfiel. Für den Bau von Klinkerstraßen und solider Siedlerhäuser produzierten zu dieser Zeit nicht weniger als sechs Ziegeleibetriebe in der Gemeinde.
Die Überwindung der naturräumlichen Begrenzungen intensivierte den Warenaustausch und beschleunigte die Kommunikation.
In der zweiten Hälfte des 19. Jahrhunderts stagnierte die Bevölkerungszahl, da die Siedlungsreserven weitgehend erschöpft waren. Die allgemeine Erwerbssituation blieb schlecht. Die neuansiedelnden Heuerleute waren sich durchaus bewusst, dass die Moorkolonisierung hart und entbehrungsreich war und die kleinen Stellen auf nährstoffarmen Böden für den Lebensunterhalt der Siedlerfamilien nicht ausreichten („Den Ersten sien Dod, den Tweeten sien Not, den Dritten sien Brot“). Oft musste als Nebenerwerb bei den Hausleuten gearbeitet oder ein zusätzliches Handwerk ausgeübt werden.
Daher wanderten damals rund 1700 Personen – fast jeder zweite Edewechter – in die gründerzeitlichen Industriegebiete ab oder verdingten sich auswärts als saisonale Wanderarbeiter (z. B. „Hollandgänger“). Entsprechend sank der Siedlungsdruck.

### Wende zum 20. Jahrhundert
Gegen Ende des 19. Jahrhunderts stieg die landwirtschaftliche Produktivität durch die – noch bescheidene – Mechanisierung, Ablösung der Plaggenwirtschaft durch Kunstdünger sowie die Innovationsbereitschaft von Moorgütern und Neusiedlern spürbar. Zeugen dieses rasanten Aufschwungs waren elf neue, zwischen 1865 und 1890 errichtete Korn-Windmühlen (Edewecht, Friedrichsfehn, Kleinscharrel, Jeddeloh I, Jeddeloh II, Wittenberge, Portsloge: je eine Mühle; Osterscheps und Westerscheps: je zwei Mühlen), die Gründung einer Molkerei-Genossenschaft im Jahr 1900 (Vorläufer der heutigen Zentral-Käserei) und das Entstehen der „Ammerländischen Fleischwarenfabrik“ im Jahr 1908 (heute: Meica). Anfang des 20. Jahrhunderts entstanden Elektrizitätswerke in Jeddeloh I und Edewecht, bis 1921 waren alle Bauerschaften elektrifiziert. Die steigende Mobilität durch Fahrrad und Automobil sowie die zunehmende Verbreitung öffentlicher Fernsprechstellen oder Rundfunkgeräte veränderten die Lebensverhältnisse.
Entscheidende wirtschaftliche Impulse gingen von zwei großen Verkehrsprojekten aus. Von 1855 bis 1893 erfolgte der Bau des Hunte-Ems-Kanals (1925–1935 zum Küstenkanal erweitert), der durch Entwässerung die weiten Flächen des Vehnemoores im Süden Edewechts nutzbar machte (vgl. „NSG Vehnemoor“). Kanal- und Brückenbau bot notleidenden Familien willkommenes Einkommen. Das zweite Projekt war der Bau der Kleinbahn Zwischenahn – Edewecht, die 1920 bis Edewechterdamm verlängert wurde. Haupttreiber dieser Verlängerung war neben den dort befindlichen Torfwerken das staatliche Siedlungsamt, welches die Moorflächen am Küstenkanal für Siedlungsaktivitäten besser erschließen wollte (heute: Süddorf und Husbäke). Sowohl Küstenkanal als auch Kleinbahn waren Voraussetzung zur überregionalen Vermarktung landwirtschaftlicher Produkte, von Ziegelsteinen und – dominierend – von Torfprodukten. Letzteres begünstigte die Gründung zahlreicher Torfwerke, Torfstreufabriken und Moorgutgesellschaften. Die boomende Torfindustrie bot auch vielen niederländischen und polnischen Arbeitern Erwerbsmöglichkeiten. Der Ausbau der Verkehrsinfrastruktur führte aber auch zum Erlöschen des Schiffbaus an der Vehne, da dieser nun nicht mehr lukrativ war.
Nach Abtorfung und Entwässerung konnten die Moorflächen anschließend landwirtschaftlich genutzt werden. In der Folge lebte auch die Hochmoorkolonisierung nochmals auf: Jeddeloh II (1901) und Kleinscharrel (1905) wurden planmäßig erweitert und 1911 entstand die neue Hochmoorkolonie „Süd Edewechtermoor“ (seit 1920 die Bauerschaften Süddorf und Husbäke). Mitte der 1920er Jahre wurde hier das weit über das Oldenburger Land beachtete reformpädagogische „Volkshochschulheim Edewecht“ eingerichtet, in dem 1927 auch der erste Kindergarten der Gemeinde entstand.

### Erster Weltkrieg und Weimarer Republik
Der Erste Weltkrieg bedeutete auch für Edewecht Veränderungen. Die Landwirtschaft wurde zu Vieh- und Getreideabgaben verpflichtet, einberufene Soldaten fehlten in den Betrieben. Ersatz fand man ab 1915 in den zeitweilig bis zu 6000 Kriegsgefangenen, die in den Moorgütern „Jordanshof“ (Husbäke) und „Langenmoor“ (Heinfelde) als Erntehelfer und zur Moorkultivierung eingesetzt wurden.
1918 beklagte die Gemeinde Edewecht mindestens 149 Kriegstote und zehn vermisste Soldaten. Nach Ende des Ersten Weltkriegs agierte bis zur Stabilisierung der innenpolitischen Lage 1919 kurzzeitig ein von der ländlichen Führungsschicht initiierter Bauernrat, der die Ordnung wahren und radikalen Veränderungen der Besitzverhältnisse entgegenwirken sollte. Wirtschaftlich erfuhr die Edewechter Torfindustrie in der Krisenzeit der frühen Weimarer Republik weitere Wachstumsimpulse, da Heizkohle durch Reparationslieferungen und dem Wegfall oberschlesischer Zechen knapp war. Später stärkten die Autarkiebestrebungen der Nationalsozialisten den Einsatz heimischen Brenntorfs. In dieser Zeit entwickelte sich auch die Fleischwarenindustrie, bis heute ein prägendes Wirtschaftsstandbein Edewechts. Beide, Torf- und Fleischwarenindustrie, liefen der bisher überwiegenden Agrarwirtschaft den Rang ab und förderten den wirtschaftlichen Aufschwung der Gemeinde stark.
Politisch zeigte sich in der späten Weimarer Republik ein wachsender Rechtstrend der Wähler. Ergaben die ersten Parlamentswahlen 1919 in Edewecht noch eine bürgerlich-sozialdemokratische Mehrheit, begann spätestens 1928 auch in Edewecht der Aufstieg der NSDAP zur Milieupartei des agrarisch geprägten Oldenburger Landes. Zeitgleich wurde in Edewecht die erste Ammerländer Ortsgruppe der NSDAP gegründet. Bei der Landtagswahl 1932 erzielte die NSDAP in der Gemeinde Edewecht 84,6 % der Stimmen. Aus taktischen Gründen kam es bald auch zu Annäherungen an die Kirchengemeinde, deren Vorsteher seit 1930 den NS-Gliederungen zumindest nahe standen.

### Zeit des Nationalsozialismus (1933–1945)
Individuell spürbaren Nachteilen der straffen NS-Zwangsorganisationen (Reichsnährstand, Deutsche Arbeitsfront, Jugendorganisationen u. a.) standen Preisanhebungen für landwirtschaftliche Produkte sowie die wirtschaftliche Belebung durch Notstandsarbeiten und der einsetzenden NS-Rüstungskonjunktur gegenüber, die die wirtschaftliche Situation besserte.
„Die Gleichzeitigkeit von grundsätzlicher Zustimmung zum NS-Regime und Kritik an oder Missachtung von einzelnen Maßnahmen war charakteristisch für die große Mehrheit der Edewechter, die trotz eindeutiger Voten für die NSDAP bei den Wahlen vor der Machtübernahme keineswegs überzeugte oder gar fanatische Nationalsozialisten waren. Auf die auch für sie neue Situation der praktischen Herrschaftsausübung des NS-Regimes reagierten sie zumeist entsprechend der im ländlichen Raum seit alters her immer wieder bestätigten Erfahrung, dass man sich mit der jeweiligen Obrigkeit am besten arrangiert, solange eine auskömmliche Lebensführung gewährleistet scheint.“
Auch im sog. „Kirchenkampf“ verhielten sich die Vertreter der Edewechter Kirchengemeinde ruhig. Jedoch versuchte Pastor Georg Hanßmann ab 1934, die Edewechter Kirchengemeinde durch Orientierung zur Bekennenden Kirche den zunehmenden nationalsozialistischen Einflussversuchen möglichst zu entziehen.
1933 erfolgte eine Gebietsreform, wodurch Teile von Jeddeloh II an die Gemeinde Wardenburg fielen (heute: Harbern I). Kleinere Zugewinne hatte die Gemeinde Edewecht durch die Harkebrügger Mark westlich von Westerscheps und des Hansa-Gebietes südlich von Husbäke. Bedeutend war der Zugewinn des Bezirks Friedrichsfehn aus der aufgelösten Gemeinde Ofen.
Durch diese Eingemeindungen wuchs die Fläche von 9.412 ha auf 11.340 ha, verbunden mit einem Bevölkerungsanstieg. Das machte den Bau mehrerer „Zwergschulen“ nötig, die den Gemeindehaushalt nicht unbedeutend belasteten. Die „rote“ Volkshochschule Edewecht wurde 1937 in die „Reichsbräute- und Heimmütterschule Husbäke“ umgewandelt.

### Zweiter Weltkrieg
Seit 1940 gab es Kriegsgefangenenlager in Edewecht, wie das ehemalige RAD-Lager „Hogenset“. Kriegsgefangene und ausländische Zwangsarbeiter (Schätzungen zwischen mehreren hundert bis weit über 1000 Personen) wurden in der Landwirtschaft und in Torfwerken eingesetzt. Edewecht blieb bis Ende 1944 ohne größere Kriegsschäden. Edewechter Feuerwehreinheiten nahmen an der Brandbekämpfung in den bombardierten Städten Bremen und Wilhelmshaven teil. 1944 wurden die verbliebenen Männer zu Volkssturm-Kompanien eingezogen.
Mit Beginn des alliierten Vormarsches nach Nordwest-Deutschland Ende März 1945 wurde der das Gemeindegebiet begrenzende Küstenkanal militärisch zur Sicherungslinie „Seelöwenstellung“ ausgebaut. Soldaten wurden bei den Einwohnern der Gemeinde einquartiert. Mit Herannahen der Front sprengten die Deutschen am 15. April die Edewechterdammer Kanalbrücke, kurz später die Übergänge in Husbäke und Jeddeloh II und zuletzt die Brücke bei Klein Scharrel am 20. April. Am 16. April forderte Tieffliegerbeschuss erste Ziviltote, nachmittags begann das Einschießen der kanadischen Artillerie, das sich bis Mitternacht zum Trommelfeuer entwickelte.
Nach Bildung eines Brückenkopfes am Edewechterdamm am 17. April kamen die kanadischen Truppen trotz massiver Artillerieunterstützung und laufendem Jagdbombereinsatz in dem unwegsamen Moorgelände und auf den verminten oder gesprengten Straßen nur schrittweise vorwärts. Erst am 25. April wurde Süd-Edewecht erreicht. Der Ort Edewecht war am 27. April befreit, Jeddeloh I und Portsloge am folgenden Tag. Wenig später wurde in Ekern die Nachbargemeinde Bad Zwischenahn erreicht.
Bei den Kämpfen im Gemeindegebiet starben 412 Wehrmachtsangehörige und etwa 300 alliierte Soldaten. Obwohl viele vor den Kämpfen in die für die eingesetzten Sherman-Panzer unpassierbaren Moorgebiete geflohen waren, fielen auch 104 Zivilisten den Kämpfen zum Opfer. 45 % des Gebäudebestands – über 370 Wohnhäuser und mehr als 600 landwirtschaftliche Gebäude – waren Totalschäden.
Eine Woche vor der Teilkapitulation der Wehrmacht für Nordwestdeutschland, Dänemark und die Niederlande waren in Edewecht, Scheps und Portsloge erhebliche Schäden durch die Kriegseinwirkungen entstanden.

### Nachkriegszeit – Wiederaufbau
Nach dem Ende des Zweiten Weltkriegs gehörte Edewecht zur britischen Besatzungszone. Seit dem 1. November 1946 gehört die Gemeinde dem neu gegründeten Land Niedersachsen an, das 1949 Gliedstaat der Bundesrepublik Deutschland wurde. Unmittelbar nach Kriegsende waren in der Gemeinde etwa 3000 Menschen obdachlos, weitere 1000 Personen hausten in beschädigten Gebäuden. Notunterkünfte kennzeichneten die Dörfer, viele Menschen litten Hunger. Während die über 100 Ziviltoten unmittelbar nach Kriegsende auf dem Kirchenfriedhof begraben werden konnten, beschloss man im August 1945, die während der Kampfhandlungen notdürftig in Feldgräbern beigesetzten deutschen Soldaten auf den neuen Kriegsgräberfriedhof Edewecht umzubetten. Die bei den Kämpfen gefallenen kanadischen Soldaten wurden 1948 auf die zentrale kanadische Kriegsgräberstätte („Canadian War Cemetery“) im niederländischen Holten umgebettet, die britischen Toten wurden in ihre Heimat überführt.
Die Versorgung und Eingliederung von Flüchtlingen und Vertriebenen – fast ein Viertel der Gesamteinwohnerschaft (2000 Personen) – war schwierig. Die jahrhundertealte protestantische Einheitlichkeit wurde durch den Zustrom katholischer Neubürger aufgehoben. Dem materiellen Mangel wurde durch Improvisieren und Organisieren auf dem Schwarzmarkt begegnet. Zusätzlich erfolgte bis Mitte 1949 die Entnazifizierung aller gesellschaftlichen und politischer Bereiche, was in Edewecht 533 Parteiangehörige der NSDAP, 76 SA- und vier SS-Mitglieder betraf. 1946 ergab die erste freie Wahl nach Ende der Zeit des Nationalsozialismus eine liberal-sozialdemokratisch bestimmte Gemeindevertretung.
Erst nach der Währungsreform von 1948 fasste die Wirtschaft wieder Tritt und im Rahmen eines Barackenräumprogramms und einer neuen Ortsplanung begann der geordnete Wiederaufbau. Beigetragen hat dazu auch, dass Edewecht neben Haren (Ems), Friesoythe und Cloppenburg vom Staatsministerium zu einer von vier niedersächsischen Notstandsgemeinden erklärt worden war, die bevorzugt beim Wiederaufbau zu berücksichtigen seien. In dieser Phase feierte Edewecht 1950 seine 800-Jahr-Feier, wobei auch der bei den Kämpfen 1945 abgebrannte hölzerne Glockenturm der St.-Nikolai-Kirche als Wahrzeichen der Gemeinde wieder aufgebaut wurde. Der Seelsorge und Integration katholischer Gläubiger Edewechts diente 1953 der Bau einer Kapelle an der Holljestraße (heute: Jugendzentrum). Ebenfalls 1953 wurde die Gemeinde durch die parallel des Küstenkanals neugebaute Bundesstraße 401 an das Straßenfernverkehrsnetz angebunden, worauf auch die provisorischen Behelfsbrücken der frühen Nachkriegszeit durch Brückeneubauten ersetzt wurden (Klein Scharrel: 1953, Jeddeloh II 1954, Edewechterdamm 1955/'56, Husbäke 1959).
In den 1950er Jahren wandelte sich Edewecht in der Phase des „Wirtschaftswunders“ zur Wirtschaftsgemeinde und zum Dienstleistungszentrum. Dazu trug die seit Ende der 1960er Jahre erfolgte Ausweisung mehrerer Industriegebiete bei, unter denen das Gewerbegebiet „Im Brannen“ die heute bedeutende ernährungswirtschaftliche Position Edewechts begründete (s. Heinz zu Jührden). Verbunden mit dem wirtschaftlichen Strukturwandel war eine stetig abnehmende Bedeutung der Landwirtschaft als Arbeitgeber. Auch die Torfwirtschaft erreichte nicht mehr die frühere Bedeutung. In der Folge wurde 1991 die zuletzt nur noch im Güterverkehr tätige Kleinbahn Bad Zwischenahn-Edewechterdamm eingestellt, deren Trasse 1995 als touristische Radwanderstrecke hergerichtet wurde.
Dem Bedarf an Wohnraum begegnete die Gemeinde im Ort Edewecht mit der Ausweisung großer Siedlungen auf den bis dahin für Bebauung tabuisierten Eschflächen („Dichterviertel“, „Süderesch“, „Hoher Esch“, „Musikerviertel“, „Pastorensiedlung“) und auf nicht mehr bewirtschafteten oder ausgesiedelten Hofstellen. Die Edewechter Straßennamen „Dierkshof“, „Grubenhof“, „Bunjeshof“, „Holljehof“ und „Deyehof“ weisen auf diese ehemaligen Hofstellen hin. Durch die rege Bautätigkeit verschmolzen die Ortsteile Süd- und Nord-Edewecht und auch Portsloge folgte diesem Trend. Ein weiterer Siedlungsschwerpunkt wurde Friedrichsfehn durch seine attraktive Lage zu Oldenburg. Eine Moorkolonisierung erfolgte nach dem Krieg 1955 nur noch einmalig in Wittenriede (siehe Fintlandsmoor).
Im „Kalten Krieg“ war eine Einheit der US-Armee (51st USAAD) in Südedewecht stationiert. Von 1973 bis 1988 bewachte sie in Westerscheps atomar bestückbare Nike-Hercules-Flugabwehrraketen, bis diese 1988 durch das nicht atomare System Patriot ersetzt wurden. 1993 wurde die Westerschepser Raketenstellung aufgegeben. Sie ist heute ein Wind- und Solarpark.
Von 1986 bis 2006 bestand in Edewecht das Micro Hall Art Center (MHAC). Ursprünglich wurde es 1971 als „Five towers micro hall center“ in Augustfehn von Klaus Groh gegründet, weil es äußerlich dem deutschen Barcelona-Pavillon – allerdings mit fünf Lüftungsschächten – angelehnt war. 1986 wurde die Einrichtung in Augustfehn aufgelöst und in Edewecht in einem umgebauten Altbau erneut ins Leben gerufen, allerdings unter dem Namen Micro Hall Art Center. Bis 2006 fanden hier auf ca. 100 m² Ausstellungs- und ca. 400 m² Gartenfläche Ausstellungen, Performances, Theater und Kleinkunst statt. In einem Teil des Gebäudes war das Literaturium, ein privates Kulturzentrum, untergebracht. 2006 wurde die Einrichtung aus Altersgründen aufgelöst, da sich kein Betreiber als Nachfolger fand.
Im Jahr 2000 wurde das 850-jährige Ortsjubiläum begangen. Im Zusammenhang damit wurde im Ortszentrum ein funktionsfähiger Nachbau der ehemaligen Edewechter Kokerwindmühle errichtet (das Original befindet sich im Museumsdorf Cloppenburg).

### Heimatarchiv
Das ehrenamtlich betriebene Edewechter Heimatarchiv besteht seit 2018. Seine Aufgabe ist es, zur Materialien die Geschichte der Gemeinde Edewecht mit ihren 16 Bauerschaften zu bewahren und sie der Allgemeinheit zur Verfügung zu stellen. Grundlagen des Archivs bilden Nachlässe verschiedener lokaler Chronisten (vor allem Christel Looks-Theile, Hans Looks, Friedrich Winkler, Fritz Warnke, Almuth Suntay), Verfassern einzelner Dorfchroniken und privat überlassenes Material.

### Einwohnerentwicklung

Einwohnerentwicklung von Edewecht von 1702 bis 2017 nach nebenstehenden Daten

Die folgende Tabelle stellt die aus historischen und aktuellen Quellen ermittelten Einwohnerzahlen der im Text dargestellten Siedlungsepochen und -ereignisse dar.
| Jahr  | Einwohner |
| ----- | --------- |
| 1702a | ~900      |
| 1769a | ~1.400    |
| 1855a | 3.451     |
| 1895a | 3.452     |
| 1925b | 5.565     |
| 1933c | 6.000     |
| 1950c | 9.470     |

| Jahr               | Einwohner |
| ------------------ | --------- |
| 6. Juni 1961d      | 9.967     |
| 1. August 1964d    | 10.745    |
| 25. Oktober 1968d  | 11.995    |
| 31. Dezember 1972d | 12.723    |
| 3. Juni 1974d      | 13.383    |
| 1985c              | 14.166    |
| 1990c              | 15.334    |

| Jahr              | Einwohner |
| ----------------- | --------- |
| 1995c             | 17.097    |
| 31. Dezember 1998 | 18.210    |
| 31. Dezember 2000 | 19.226    |
| 31. Dezember 2002 | 20.085    |
| 31. Dezember 2004 | 20.654    |
| 31. Dezember 2006 | 21.013    |
| 31. Dezember 2007 | 21.127    |
| 31. Dezember 2016 | 22.031    |

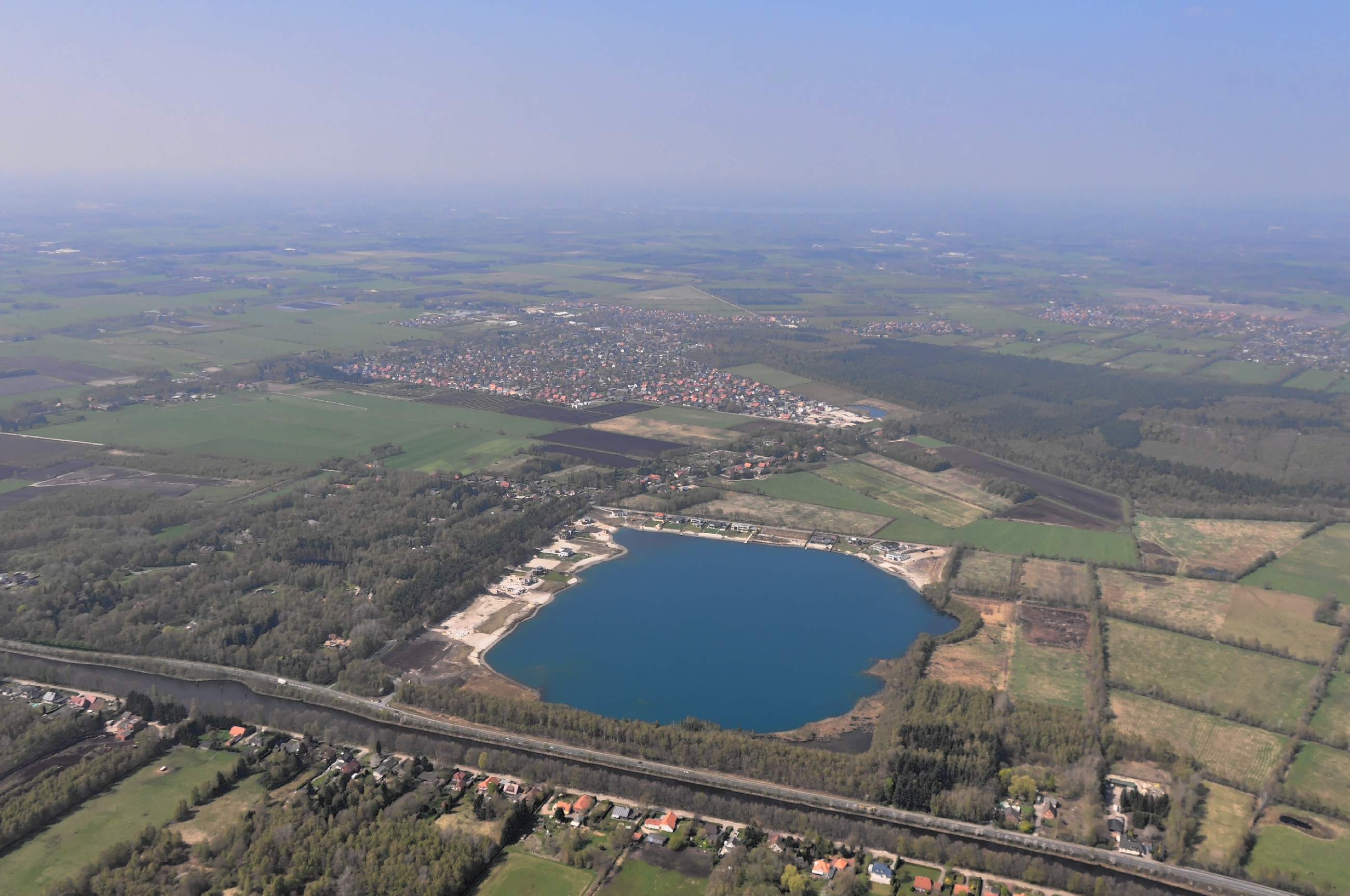
Ortsteil Friedrichsfehn mit dem Wildenloh (rechts) und dem Roten Steinwegsee, südlich davon der Küstenkanal

Der Altersdurchschnitt in der Gemeinde liegt mit 42,9 Jahren unter dem niedersächsischen Landeswert (44,3 Jahre) und dem anderer ammerländer Gemeinden (Stand 2018).

## Religionen
Größte Religionsgemeinschaft ist die Evangelisch-lutherische Kirchengemeinde Edewecht mit ca. 10.000 Mitgliedern (rund 44 % der Gesamtbevölkerung). Daneben gibt es die katholische Kapellengemeinde St. Vinzenz Pallotti, die Evangelisch-methodistische Kirche und die Evangelisch-Freikirchliche Gemeinde (Baptisten) in Jeddeloh I. Seit Anfang der 1980er Jahre arbeiten diese vier Kirchengemeinden im Ökumenischen Arbeitskreis zusammen. Am 8. Januar 2006 wurde dieser Zusammenarbeit durch die Gründung einer lokalen ACK (Arbeitsgemeinschaft Christlicher Kirchen in Edewecht, ACKE) zudem eine durch Satzung geregelte verbindliche Struktur gegeben.

## Politik

### Gemeinderat

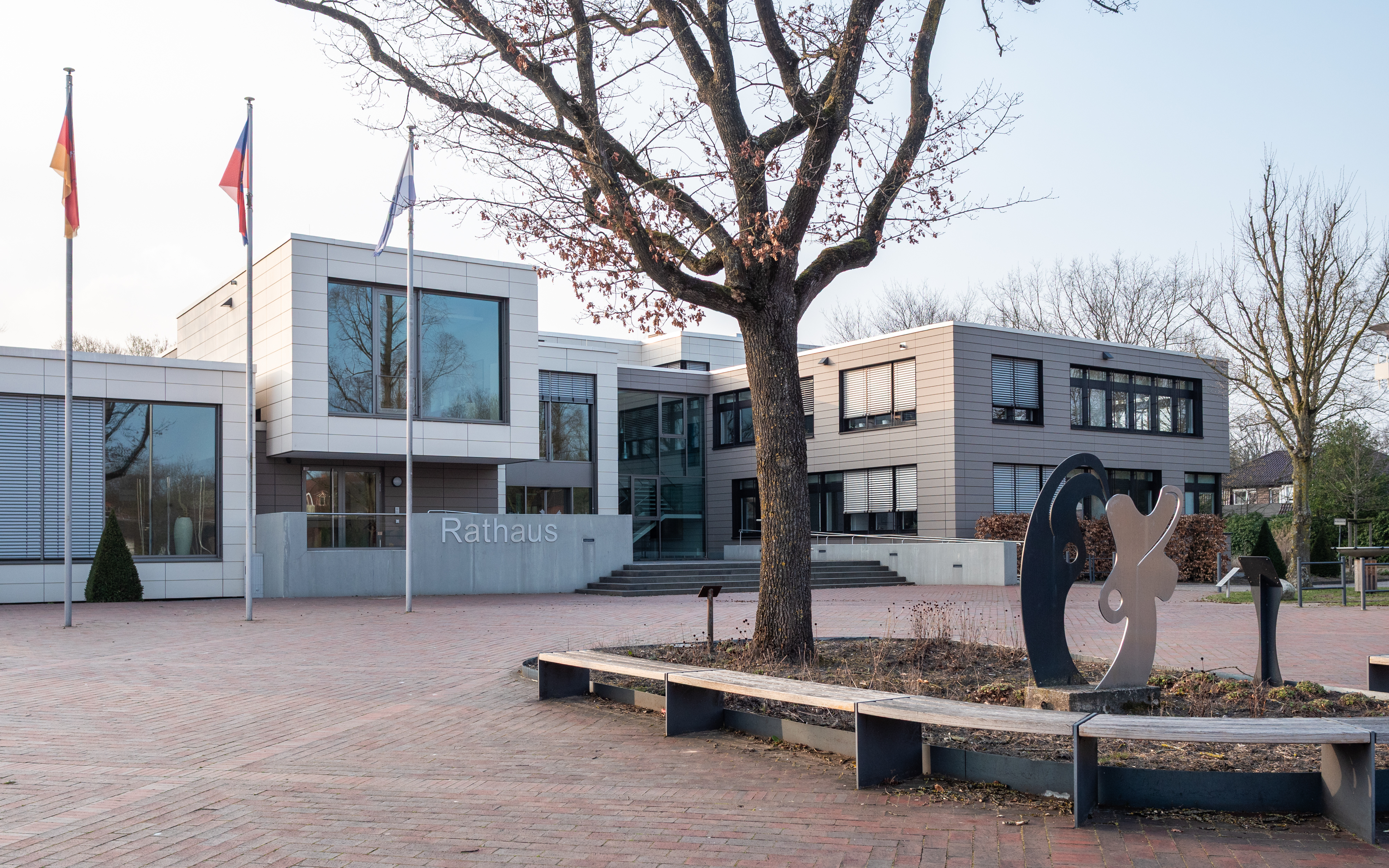
Rathaus Edewecht

Der Rat der Gemeinde Edewecht besteht aus 34 Mitgliedern. Das ist die festgelegte Anzahl für eine Gemeinde mit einer Einwohnerzahl zwischen 20.001 und 25.000. Die 34 Ratsmitglieder werden durch eine Kommunalwahl für jeweils fünf Jahre gewählt. Die aktuelle Amtszeit begann am 1. November 2021 und endet am 31. Oktober 2026.
Stimmberechtigt im Gemeinderat ist außerdem der amtierende Bürgermeister.
Die letzten Gemeinderatswahlen ergaben folgende Ergebnisse:
| Partei          | 2021              | 2021              | 2021              |                   | 2016              | 2016              | 2016             | 2011             | 2011             | 2011             | 2006             | 2006             | 2006             | 2001             | 2001             | 2001 |
| Partei          | Stimmen           | %                 | Sitze             | Stimmen           | %                 | Sitze             | Stimmen          | %                | Sitze            | Stimmen          | %                | Sitze            | Stimmen          | %                | Sitze            |      |
| --------------- | ----------------- | ----------------- | ----------------- | ----------------- | ----------------- | ----------------- | ---------------- | ---------------- | ---------------- | ---------------- | ---------------- | ---------------- | ---------------- | ---------------- | ---------------- | ---- |
| CDU             | 12.603            | 38,5              | 13                | 12.237            | 41,2              | 14                | 9.511            | 38,6             | 13               | 10.598           | 42,8             | 14               | 12.544           | 47,8             | 16               |      |
| SPD             | 10.480            | 32,0              | 11                | 9.843             | 33,1              | 11                | 9.053            | 36,7             | 13               | 9.280            | 37,5             | 12               | 10.067           | 38,4             | 12               |      |
| Grüne           | 4.594             | 14,0              | 05                | 2.776             | 9,3               | 03                | 3.669            | 14,9             | 05               | 1.427            | 5,8              | 02               | 1.678            | 6,4              | 02               |      |
| FDP             | 2.073             | 6,3               | 02                | 1.816             | 6,1               | 02                | 1.043            | 4,2              | 01               | 2.083            | 8,4              | 02               | 1.957            | 7,5              | 02               |      |
| UWG             | 1.231             | 3,8               | 01                | 1.644             | 5,5               | 02                | 1.357            | 5,5              | 02               | 1.374            | 5,5              | 02               | –                | –                | –                |      |
| PARTEI          | 885               | 2,7               | 01                | –                 | –                 | –                 | –                | –                | –                | –                | –                | –                | –                | –                | –                |      |
| Einzelbewerber  | 878               | 2,7               | 01                | –                 | –                 | –                 | –                | –                | –                | –                | –                | –                | –                | –                | –                |      |
| Die Linke       | –                 | –                 | –                 | 804               | 2,7               | 01                | –                | –                | –                | –                | –                | –                | –                | –                | –                |      |
| NPD             | –                 | –                 | –                 | 604               | 2,0               | 01                | –                | –                | –                | –                | –                | –                | –                | –                | –                |      |
| Wahlbeteiligung | 60,7 %            | 60,7 %            | 60,7 %            | 56,6 %            | 56,6 %            | 56,6 %            | 49,8 %           | 49,8 %           | 49,8 %           | 52,6 %           | 52,6 %           | 52,6 %           | 60,0 %           | 60,0 %           | 60,0 %           |      |
| Wahlbeteiligung | 11.200 von 18.446 | 11.200 von 18.446 | 11.200 von 18.446 | 10.218 von 18.050 | 10.218 von 18.050 | 10.218 von 18.050 | 8.472 von 17.008 | 8.472 von 17.008 | 8.472 von 17.008 | 8.630 von 16.414 | 8.630 von 16.414 | 8.630 von 16.414 | 9.012 von 15.031 | 9.012 von 15.031 | 9.012 von 15.031 |      |

### Bürgermeister
Bei der letzten Bürgermeisterwahl am 12. September 2021 wurde die parteilose Petra Knetemann bei zwei Gegenkandidaten mit 51,6 Prozent gewählt. Die Wahlbeteiligung lag bei 60,7 Prozent. Für Knetemann ist es die erste Amtszeit.

### Wappen und Flagge

Das Wappen der Gemeinde Edewecht zeigt auf grünem Hügel in Silber eine blaue Bockwindmühle mit schwarzen Segelscheiten. Die Gemeinde Edewecht führt seit 1934 in Erinnerung an die 1456 errichtete erste Bockwindmühle diese in Wappen und Siegel.
Die Flagge der Gemeinde ist in der oberen Hälfte weiß (silber), in der unteren Hälfte blau und belegt mit dem Gemeindewappen.

### Städtepartnerschaften
- Krosno, Polen
- Wusterhausen/Dosse, Deutschland
- Czermin, Polen

Jeddeloh II pflegt seit 1991 eine Partnerschaft zu Breddin.

## Kultur und Sehenswürdigkeiten

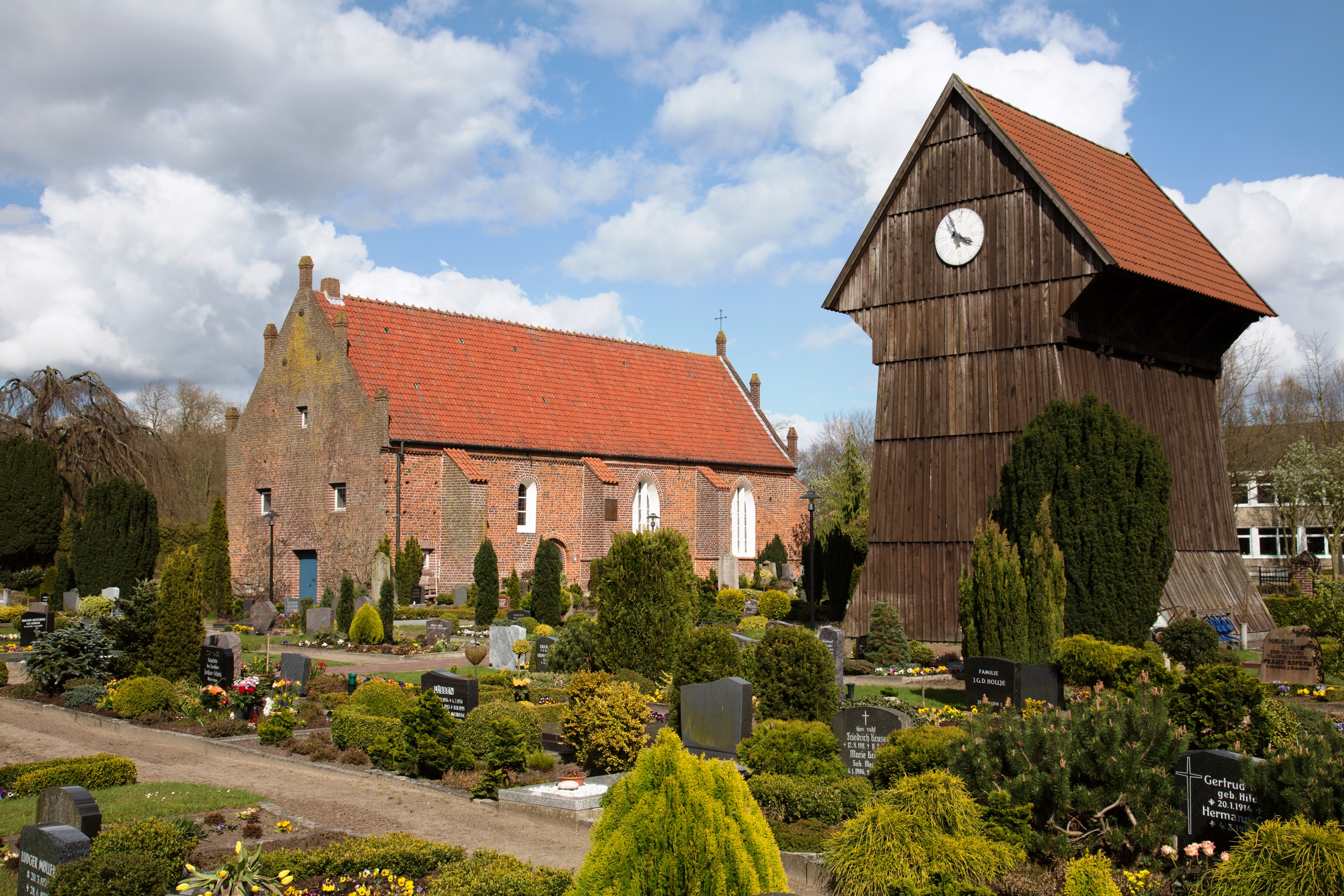
St.-Nikolai-Kirche Edewecht mit hölzernem Glockenturm

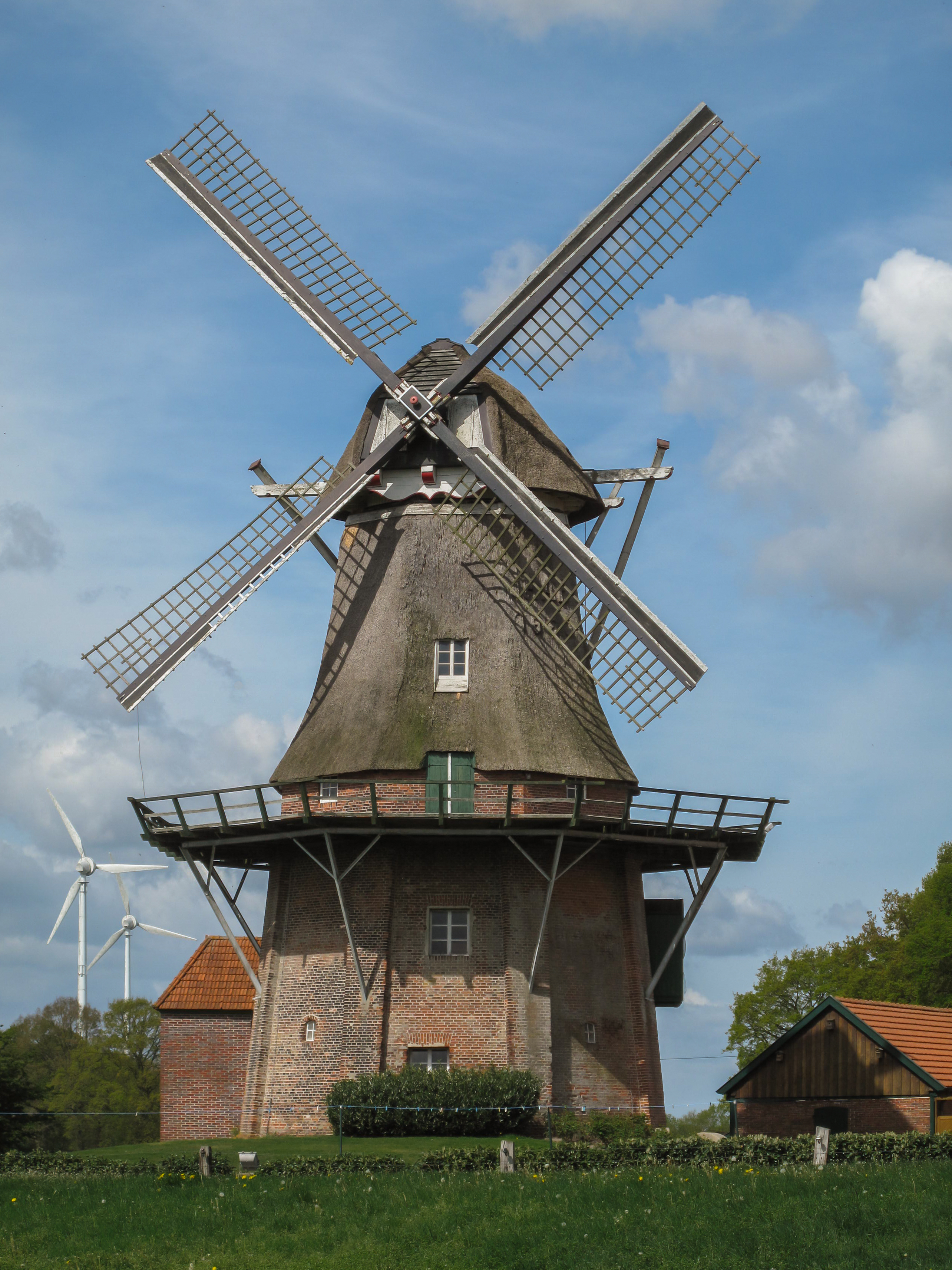
Windmühle Kruse-Deeken in Westerscheps

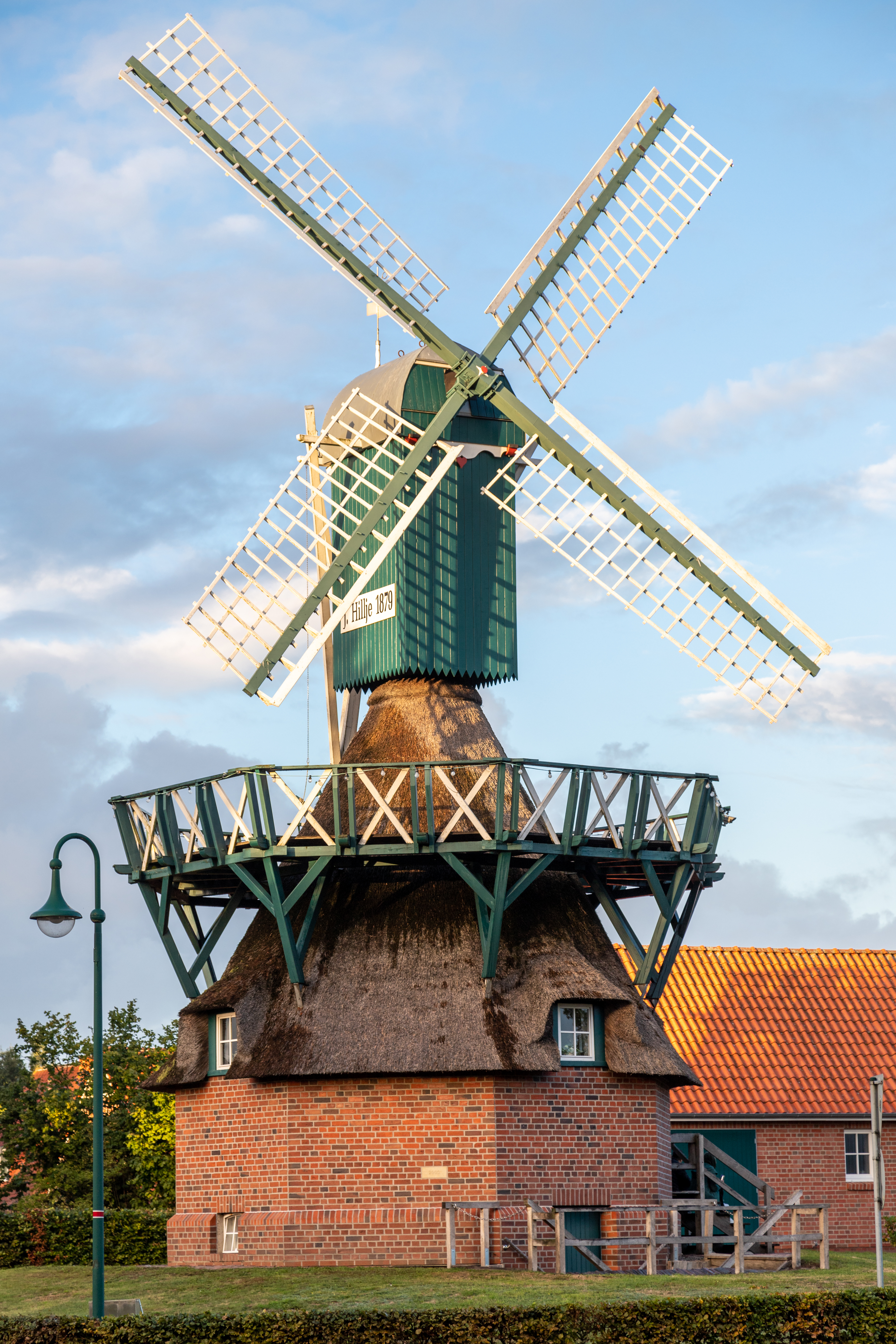
Kokerwindmühle J. Hillje

### Theater
„De Plattsnackers“ sind ein niederdeutsches Theaterensemble aus Jeddeloh I. Die Stücke des Ensembles wurden im ehemaligen Gasthof Witte in Jeddeloh I aufgeführt. Die „Speelkoppel Friedrichsfehn“ nutzt einmal im Jahr die Turnhalle Friedrichsfehn für drei Wochen als niederdeutsche Theaterbühne. Seit 2001 führt das Laienensemble des „Theater Pur“ aus Edewecht selbstgeschriebene Theaterstücke vom Krimi bis zum Lustspiel in der Diele der Gaststätte „Hempen Fied“ in Ekern auf.

### Museen

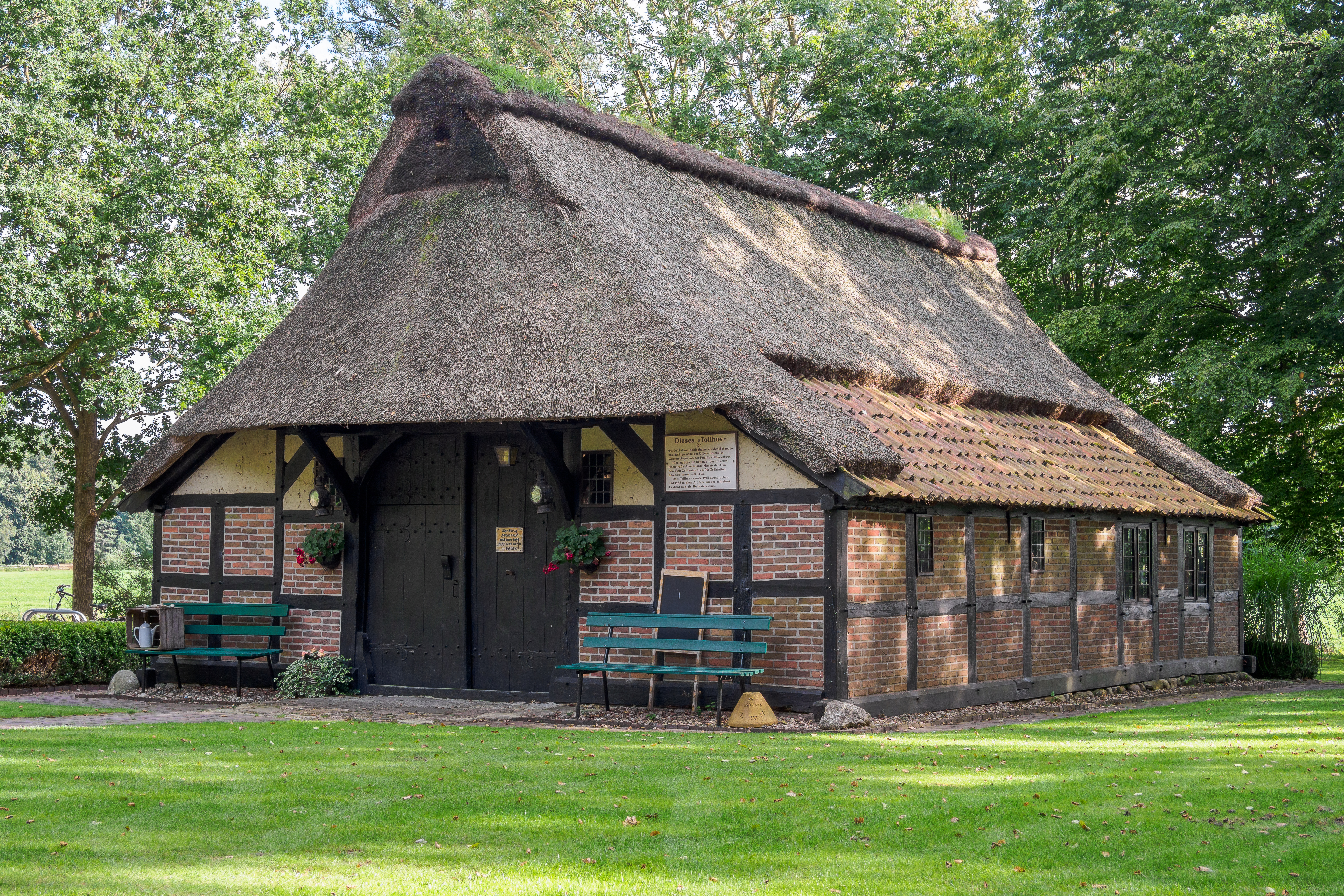
"Tollhus up’n Wurnbarg"

Das Tollhus up’n Wurnbarg ist ein Heimat- und Freilichtmuseum in Wittenberge. Das Ensemble besteht aus mehreren alten Gebäuden, die idyllisch am Flusslauf der Aue um ein ehemaliges Zollhaus (plattdeutsch: Tollhus) gelegen sind. Das „Tollhus“ war ein Zollhaus der Grafschaft Oldenburg zum Niederstift Münster, dessen Grenze in Edewecht etwa dem Lauf der Flüsse Vehne und Aue folgte. Der ursprüngliche Standort des 1758 erbauten Rauchhauses war am Schlagbaum vor den Schanzen und Wehren der Oellienbrücke (Auebrücke Kortenmoorstraße in Westerscheps). Seit 1428 mussten an dieser Zollstation die Benutzer der Heerstraße Ammerland – Münsterland und der Aue an den Vogt Zoll entrichten. Im Jahre 1961 wurde das „Tollhus“ abgetragen und 1962 originalgetreu auf dem Wurnbarggelände wieder aufgebaut. Heute dient es als Heimatmuseum und präsentiert zahlreiche Gegenstände aus der Geschichte der Ammerländer Landwirtschaft. Daneben stehen noch eine Remise, eine Bleicherhütte und ein Backhaus. Führungen finden auf Anfrage statt. Das Tollhus up’n Wurnbarg kann seit Ende 2014 als Außenstelle des Edewechter Standesamtes für Eheschließungen genutzt werden.

### Kunst
Der 1996 gegründete Kunstpfad Ammerland e. V. ist eine Interessengemeinschaft Ammerländer Kulturveranstalter. Darin zusammengeschlossen sind Der Kunst- und Kulturkreis Rastede, die Vortragsgesellschaft Westerstede, der Bahnhofsverein Westerstede, das LITERATURIUM Klein Scharrel/Edewecht, das Heimatmuseum Wiefelstede und die Studio Galerie Rastede. Ein ständiger Kulturaustausch besteht zwischen dem Landkreis Ammerland und dem polnischen Landkreis Pleszew.
Die Edewechter Kunstfreunde bieten ein Kulturprogramm aus den verschiedensten Sparten: Konzerte von Klassik über Jazz bis zu populärer Unterhaltungsmusik, Lesungen, Vorträge und Kunstausstellungen.

### Bauwerke
Die evangelische Sankt-Nikolai-Kirche ist das älteste Gebäude des Ortes. Die Kirche mit dem freistehenden hölzernen Glockenturm wurde um 1305 erstmals urkundlich erwähnt. Im Original erhalten sind in der Kirche bemerkenswerte Gewölbemalereien des späten 15. Jahrhunderts sowie die mit zahlreichen Schnitzereien verzierte Kanzel von 1653 und der Taufschalenträger von 1656. 2002 wurde mit der Replik des 1520 in der Werkstatt des „Meisters von Osnabrück“ hergestellten dreiflügeligen Kreuzigungsaltars ein hochrangiges spätgotisches Kunstwerk oldenburgischer Sakralkunst wieder gewonnen. Einzigartig für das Ammerland ist der freistehende, hölzerne Glockenturm der Kirche. Er ist das Wahrzeichen der evangelischen Kirchengemeinde.
In Edewecht existieren mehrere Bergfriede, die im 15. und 16. Jahrhundert im Rahmen der damaligen Grenzkonflikte mit dem Hochstift Münster („münstersche Fehden“) als Verteidigungsbauten der Bauernhöfe gebaut wurden. Zumeist dienten sie jedoch lediglich als Speicher. Der besterhaltene ist der Heinje Bergfried von 1476. Neben ihm wächst die größte Traueredeltanne Deutschlands. Ein weiterer kleiner, unterkellerter Bergfried in Fachwerkbauweise befindet sich beim Oellien-Hof (Baujahr nach 1582, restauriert 2022 mit Mitteln der Deutschen Stiftung für Denkmalschutz.)
Seit 1934 führt die Gemeinde Edewecht eine Bockwindmühle in ihrem Wappen. Noch heute gibt es im Gemeindegebiet zwei funktionsfähige Mühlen: in Westerscheps befindet sich eine Galerieholländer-Mühle, die 1799 erbaut und 1998 saniert wurde. Sie kann nach Absprache besucht werden. Die Wallholländer-Windmühle in Osterscheps wurde im Jahre 1888 auf einem Erdwall errichtet. Diese Mühle ist noch voll funktionsfähig und wurde ebenfalls im Jahre 1998 saniert. Im Erdgeschoss findet sich eine Dokumentation zur Mühlenkunde sowie zu Geschichte und Renovierung der Mühle. Eine 1879 an der Edewechter Straße „Im Vieh“ gebaute getreidemahlende Kokerwindmühle wurde 1904 abgetragen und in Altenoythe wieder aufgebaut. Dort wurde sie 1956 vom Museumsdorf Cloppenburg erworben und in diesem zum dritten Mal errichtet. Seit 2001 steht eine Replik dieser Mühle im Edewechter Ortszentrum. Als Außenstelle des Edewechter Standesamtes dient sie u. a. für Trauzeremonien.

### Parks
Der Bauerngarten Anke zu Jeddeloh in Jeddeloh I ist ein 5000 m² großer Garten hinter einem Gulfhaus und besteht aus verschiedenen Bepflanzungen für den Sonnenbereich, den Halbschatten- und den Schattenbereich. Unter einem alten Baumbestand und eingebettet in großzügige Rasenflächen können bei einer Führung Rhododendron mit Begleitpflanzen, abwechslungsreiche Staudenrabatten oder wertvolle Koniferen entdeckt werden. Optional kann man auch die angeschlossene Baumschule besuchen.

### Naturdenkmäler
Im Norden von Edewecht steht im denkmalgeschützten Gartenpark der Baumschule Lehei – Heinje als botanische Rarität Deutschlands größte Traueredeltanne (Abies alba ‚Pendula‘), eine merkwürdig anmutende Hängeform der Weißtanne mit anfangs aufstrebenden Stamm und stark herabhängender Seitenbeastung. Unmittelbar daneben befindet sich einer der erhaltenen Bergfriede Edewechts.

### Sport
Edewecht verfügt über ein vielfältiges Vereinssportangebot. Über die Ortsgrenzen hinaus bekannt ist der VfL Edewecht, dessen 1. Herren-Handballmannschaft 2009 in die 2. Bundesliga aufstieg. Bekannt ist auch die Fußballmannschaft des SSV Jeddeloh, die von 2012 bis 2017 in der Oberliga Niedersachsen spielte und der 2017 der Aufstieg in die Regionalliga Nord gelang.
Edewecht hat vier Sporthallen (Heinz-zu-Jührden-Halle, Göhlenweghalle am Gymnasium und die Sporthallen an der Edewechter Grundschule und an der Astrid-Lindgren-Schule). Im Ort finden sich neben dem zentralen Sportplatz Zum Stadion weitere Sportplätze an der Heinz-zu-Jührden-Halle und bei der Astrid-Lindgren-Schule. Auch in den Bauerschaften finden sich Sportplätze und weitere Sporthallen.
Das Stadionbad ist ein Hallen- und Freibad mit Sauna- und Wellnesslandschaft, das vom Edewechter Schwimmverein genutzt wird. Es besteht eine Schießsportanlage für die Edewechter Schützenvereine. Daneben gibt es sieben weitere Schießanlagen in den Bauerschaften.
Reitsport ist in der Reitanlage Portsloge möglich, Modellsport wird auf dem Modellflugplatz in Jeddeloh I betrieben. Der Schiffsmodellclub Bad Zwischenahn-Edewecht e. V. führt wöchentliche Modellschiffausfahrten auf seinem Vereinsgewässer „Espergöhler Teich“ im Portsloger Busch durch. Der Tennisclub Edewecht verfügt über eine Anlage mit fünf Sandplätzen sowie über einen Hallenplatz mit Teppichbelag.
Eine regionale Besonderheit ist das Straßenboßeln, das vereinsmäßig in den Bauerschaften Portsloge und Westerscheps praktiziert wird.

### Vereine
Der Heimatverein „Vergnögde Goodheit“ e. V. in Westerscheps besteht seit 1919 und hat sich zum Ziel gesetzt, die plattdeutsche Sprache zu erhalten, heimatliche Sitten und Gebräuche zu bewahren und die alten Trachten zu pflegen. Auf der Bühne im „Tollhus up’n Wurnbarg“ (s. o.) finden auch Theateraufführungen statt. Jährlicher Programmhöhepunkt ist die Ausrichtung der „Grooden ammerschen Arntefier“ mit großem Festumzug in Westerscheps. Sitz des Vereins ist das Tollhus up’n Wurnbarg.
Die De Afrümers e. V. aus Süddorf wurden 1982 von Jugendlichen ins Leben gerufen, um ein Angebot sinnvoller Freizeitaktivitäten auf dem Dorf zu schaffen. Bekannt geworden ist der Verein durch die jährlich in Süddorf stattfindende Freiluftfete und das Treckerkino, das 2017 letztmals stattfand.
Der 1987 gegründete Trecker Treck Edewecht e. V. richtet seit 1988 offizielle Wettkampfziehen für Standardschlepper auf einem präparierten Wiesengelände im Edewechter Göhlengebiet aus, die seit 1992 auch Wertungsläufe der Deutschen Meisterschaft im Tractor Pulling sind. Heute ist der Verein mit den in Edewecht gebauten, vereinseigenen Bremswagen „Red Shadow“ und „Red Shadow SE“ auf Traktor-Pulling Veranstaltungen in ganz Deutschland und Europa vertreten. Der 2013 erstmals eingesetzte „Red Shadow TE (Third Edition)“ gehört zur neuesten Bremswagengeneration und gilt als der derzeit modernste in Europa. Er wurde mit der Goldmedaille des European Tractor Pulling Commitee prämiert.
Auf Initiative von Bürgern, Unternehmern und der Gemeindeverwaltung besteht seit 2013 das Veranstaltungsforum Edewecht. Ziele des Vereins sind die Stärkung des Kulturangebots und Organisation von bürgernahen Veranstaltungen (u. a. Weihnachtsmarkt, Marktpartie). Gleichzeitig bietet er eine niedrigschwellige Plattform für eine breite Beteiligung an Veranstaltungen und zur Interessenvertretung.

### Regelmäßige Veranstaltungen
Marktpartie im Frühling, Osterfeuer, Maibaumsetzen, Tractor Pulling, Weihnachtsmarkt, „Groode Ammersche Arntefier“, Freiluftfete der „Afrümers“ Süddorf.

### Kulinarische Spezialitäten
Der Ammerländer Räucherschinken ist eine weitbekannte Delikatesse, die mindestens sechs Monate gereift ist. Beliebt ist er zum Spargel serviert. Auch sonst gehört zu einer echten Ammerländer Brotzeit mit Schwarzbrot dazu.
Eine lokale, deftige Spezialität ist Grünkohl mit Pinkel (eine Grützwurst). Grünkohl ist ein typisches Wintergemüse und in anderen Regionen auch unter dem Namen Braun-, Blatt-, Pflück- oder Winterkohl bekannt. Traditionell besteht eine Grünkohlmahlzeit aus Grünkohl mit Kartoffeln, Pinkel, Kochwurst (sog. Rauchenden) und Bauchfleisch (Kasseler oder Kasselernacken). Die Grünkohlsaison beginnt im Herbst nach dem ersten Frost. Viele Gastwirtschaften bieten daher ab Herbst bis Gründonnerstag spezielle Termine für dieses Traditionsessen an. Häufig gehen dem Kohlessen gesellige Kohlfahrten mit Freunden, Nachbarn, Kollegen oder Vereinen in der freien Natur voraus.
Bookweeten Janhinnerk ist eine deftige Spezialität aus dem Moor. Buchweizen wurde als Getreideersatz früher viel auf Moorflächen angebaut, da er auf ärmeren Böden gut gedeiht. Sein grobes Mehl schmeckt aromatisch-nussig. Zubereitet als Pfannkuchen mit untergemischtem gerösteten Speck, wird er traditionell mit Rübensirup serviert. Eine weitere Buchweizenspezialität ist Buchweizen-Torte.
Bückelsbraten ist eine weitere kulinarische Besonderheit für gesellige Runden. Die sogenannten „Bückel“ sind fettarme, drei Tage lang gewässerte Salzheringe, die aufgespießt im offenen Kaminfeuer geräuchert werden. Dazu gibt es kerniges Schwarzbrot und Heet un Sööt – heißes Bier mit Zucker!
Löffeltrunk – beim traditionellen Löffeltrunk wird Korn aus einem Zinnlöffel getrunken, der in der linken Faust gehalten wird. Die Trinkzeremonie wird von einem plattdeutschen Wechselspruch zwischen Gastgeber und Gästen begleitet:
Ick seh di – Dat freit mi

Ick sup di to – Dat do

Prost! – Prost!

Ick heb di tosapen – Hest den Rechten drapen

So hebt wi dat immer doh’n – So schallt ok wieder goh’n.
Nach dem Prost müssen die Zinnlöffel mit der Zunge so abgeleckt werden, dass sie beim Ablegen keine feuchten Ränder auf dem Tischtuch hinterlassen.

## Wirtschaft und Infrastruktur

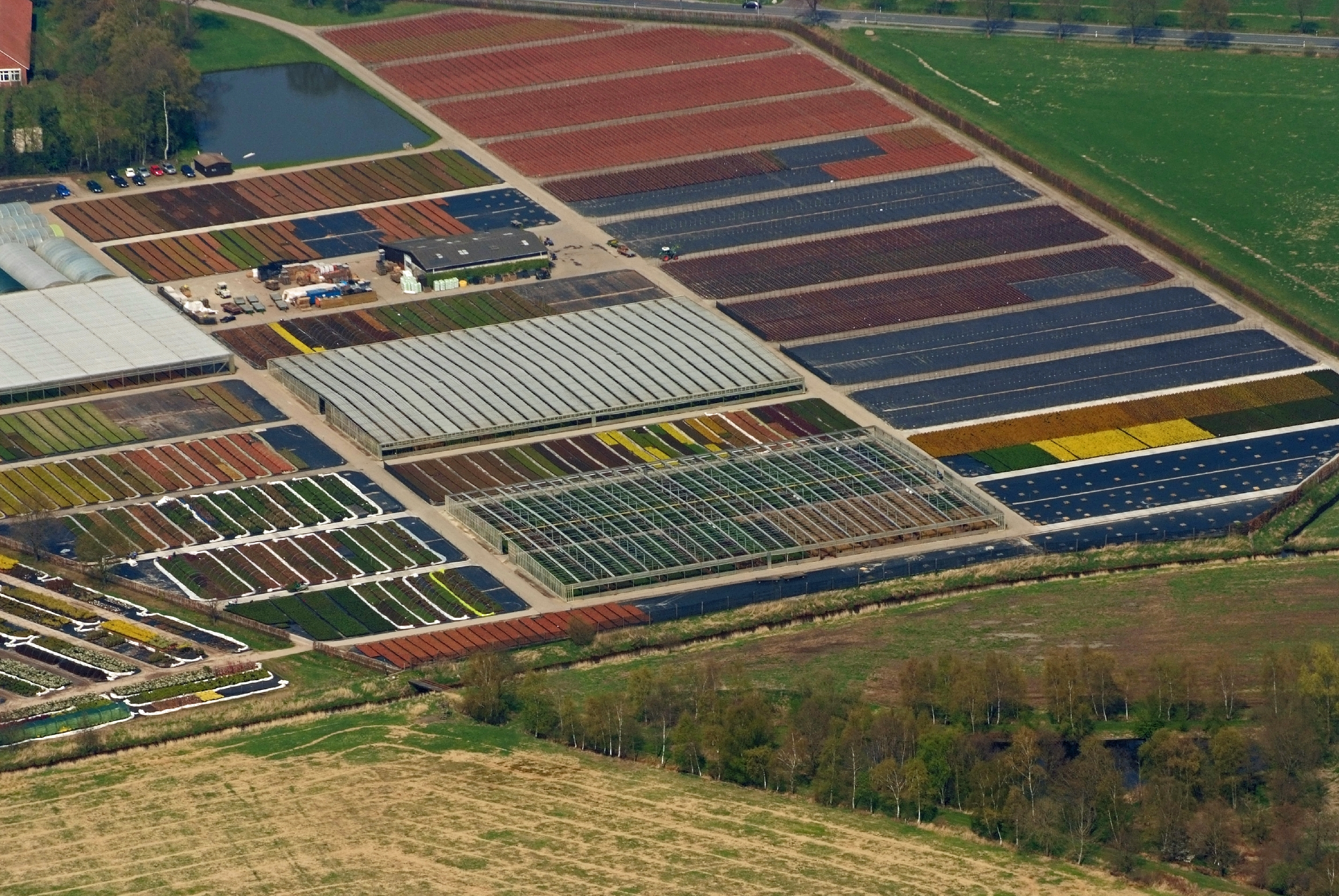
Gartenbau in Jeddeloh I

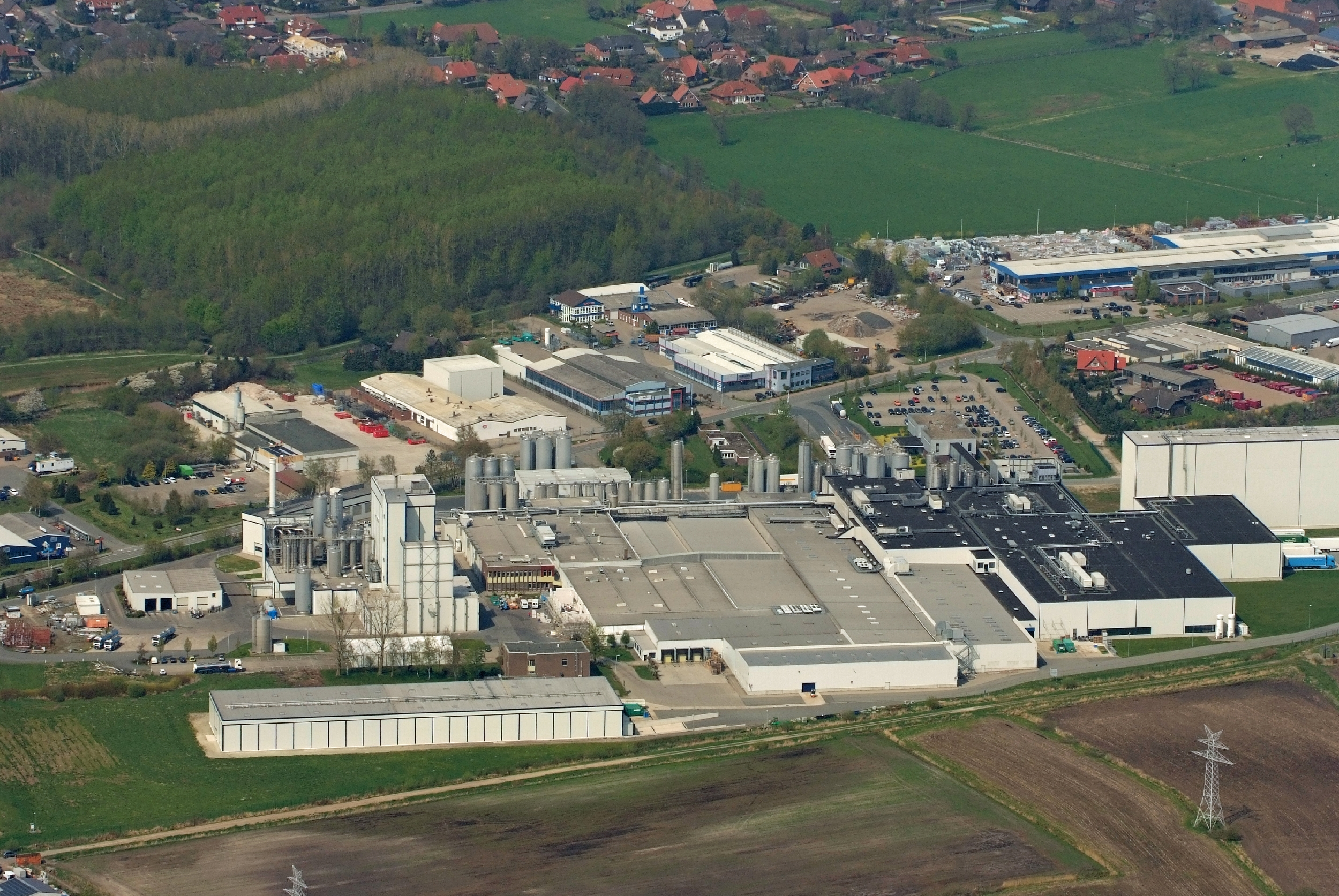
Werk Edewecht des Deutschen Milchkontors

In der Gemeinde Edewecht hat sich insbesondere die Nahrungsmittelindustrie angesiedelt. Ein weiterer Schwerpunkt ist der Metallbau.

### Ansässige Unternehmen
Edewecht ist ein Zentrum der Nahrungsmittelindustrie. Zahlreiche bundesweit bekannte Produkte werden vor Ort hergestellt. Etablierte mittelständische Hersteller sind:
- Meica: Die Ammerländische Fleischwarenfabrik Fritz Meinen GmbH & Co hat ihren Unternehmensstammsitz in Edewecht.[44]
- Deutsches Milchkontor (früher Nordmilch): Im Werk Edewecht sind über 550 Mitarbeiter beschäftigt, die u. a. Schnittkäse, Butter und Süßmolkenpulver herstellen. Die Käserei gilt als die modernste in Europa.[45] Die Produkte finden sich unter anderem unter den Markennamen Milram und Oldenburger im Handel.[46]
- Abraham: 1998 übernahm die Abraham-Gruppe die Ammerländer Schinkenräucherei Sandstede aus dem Edewechter Ortsteil Osterscheps. Dort wird nach wie vor der inzwischen namentlich geschützte Ammerländer Schinken produziert. Seit September 2012 gehört Abraham als Marke zu Bell Deutschland in Seevetal.[47]
- Bley Fleisch und Wurstwaren: Der Familienbetrieb produziert seit 1988 im Edewechter Industriegebiet als Spezialität handgesalzenen Ammerländer Bauernschinken und weiter regionale Nahrungsprodukte wie luftgetrocknete Rohwurst, Grünkohl, Kochmettwurst und Pinkel für den norddeutschen Absatzmarkt sowie Dänemark und Niederlande.[48]

Darüber hinaus gibt es noch zahlreiche weitere kleinere fleischverarbeitende Betriebe. Die wichtigsten Betriebe außerhalb der Nahrungsmittelindustrie sind der Metall- und Elementebauer Haskamp mit 200 Beschäftigten, der Maschinen- und Anlagenbauer BACKHUS Eggersmann Group als Weltmarktführer für Umsetztechnik zur Kompostierung, Abfallaufbereitung und Bodensanierung, die Sommerfeld AG im Golf- und Sportanlagenbau sowie mehrere international renommierte Baumschulen. Vom ehemals bedeutenden Porotonhersteller Oltmanns ist nach der Fusion mit Wienerberger nurmehr ein kleiner Standort in Jeddeloh I geblieben.

### Medien
Neben der Tageszeitung Nordwest-Zeitung werden in Edewecht der Hunte Report und die Ammerländer Sonntagszeitung verteilt.

### Öffentliche Einrichtungen
- Bad am Stadion: Kombiniertes Hallen- und Freibad mit Sauna- und Wellnesslandschaft.
- Bücherkeller: Öffentliche Bücherei in gemeinsamer Trägerschaft von Gemeinde und evangelischer Kirchengemeinde.
- Katholische Bücherei im Gemeindezentrum St. Vinzenz-Palotti.
- Jugendzentren: Kirche (Edewecht) und Friedrichsfehn.

### Bildung
In der Gemeinde gibt es vier Grundschulen, inklusive einer Ganztagsschule, eine Oberschule und eine Außenstelle des Gymnasiums Bad Zwischenahn-Edewecht (Sekundarstufe I) sowie eine Förderschule mit den Schwerpunkten Lernen und geistige Entwicklung (Astrid-Lindgren-Schule).

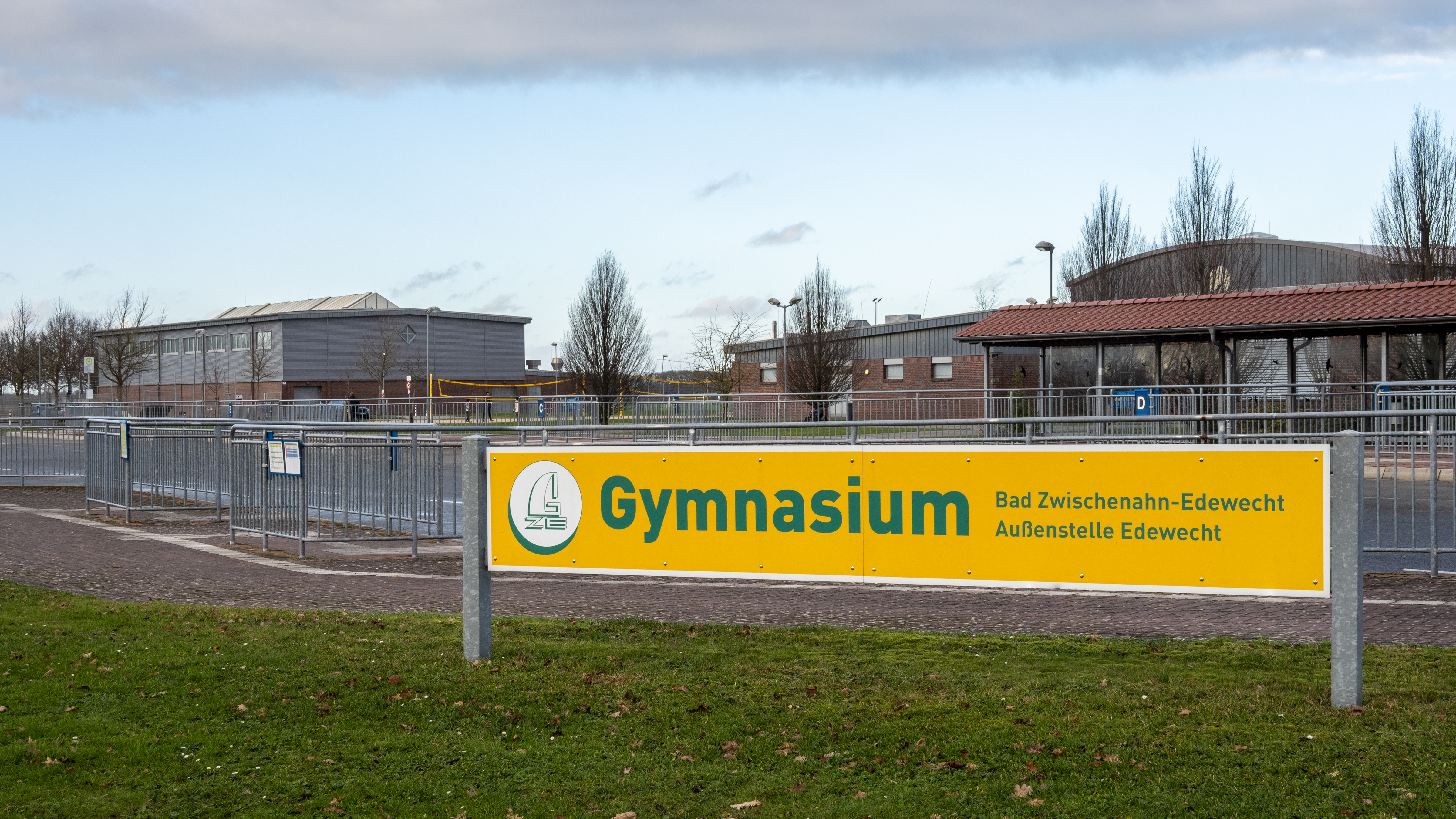
Gymnasium mit Sporthalle

Die bisherige Haupt- und Realschule Edewecht ist 2013 zur Edewechter Oberschule zusammengefasst worden. Sie wird als teilweise gebundene Ganztagsschule geführt. An drei Wochentagen (Di–Do) können Schüler an Nachmittagsangeboten teilnehmen, zwei Tage sind verpflichtend. Ein besonderer Schwerpunkt liegt hier auf der Hausaufgabenbetreuung, der Vorbereitung für Abschlussprüfungen und der sportlichen (sozial-affektiven) Bildung. Als einzige Oberschule in Niedersachsen trägt sie seit 2016 das Prädikat „Plattdüütsche School“ für ihre vielfältigen Aktivitäten ums Niederdeutsche.
Aufgrund rückgängiger Anmeldezahlen wurde die Hauptschule in Osterscheps geschlossen.
Rund 96 Prozent der Kinder zwischen drei und sechs Jahren können eine Vormittagsgruppe der Kindergärten besuchen. Ergänzt wird das Angebot durch Nachmittagsgruppen und Ganztagsgruppen. In fast allen Standorten gibt es auch integrative Angebote. Die Kindergärten befinden sich teils in kommunaler, teils in kirchlicher Trägerschaft.
In den 2010er Jahren wurden auch Einrichtungen im Krippenbereich (Vormittags- sowie Ganztagsgruppen) geschaffen. Alle Krippen (zwei Gruppen in Edewecht/Stadion) sind in kommunaler Trägerschaft. In Planung ist ein Neubau einer Kinderkrippe (zwei Gruppen) in Edewecht-Friedrichsfehn. Mit Angeboten der Edewechter Tagesmütter wird die Gemeinde Edewecht die gesetzlich vorgeschriebenen Betreuungsplätze für unter 3-jährige Kinder erreichen.

### Verkehr
Von den Bundesautobahnen A 28 und A 29 sowie der Bundesstraße B 401 lässt sich die Gemeinde über ein gut ausgebautes Straßennetz schnell erreichen.
Das Gemeindegebiet wird von Buslinien des Verkehrsverbundes Bremen/Niedersachsen angefahren. Eine Bürgerbuslinie ergänzt das ÖPNV-Angebot mit regelmäßigen Rundtouren durch die Bauerschaften des Gemeindegebietes und bietet auch Anschluss nach Bad Zwischenahn (ZOB).
In der Nachbargemeinde Bad Zwischenahn befindet sich der nächstgelegene Bahnhof (Bahnstrecke Bremen – Oldenburg – Emden mit Halt von Intercity-Zügen, Regionalexpress, Regio-S-Bahn). Die Gemeinde war von 1912 bis 1991 Eigentümerin einer eigenen Eisenbahn, der Kleinbahn Bad Zwischenahn–Edewechterdamm.
Neben einem im Jahre 2006 eröffneten Radwanderweg Rund um Edewecht durchqueren Teile größerer Radwanderrouten (Ammerland-Route, Reiherweg) die Gemeinde. Zudem besteht ein Radwegenetz.
Als Binnenschifffahrtsweg führt ein Teil des Küstenkanals durch Edewecht. Mehrere Anlegestellen befinden sich im Gemeindegebiet. Die seit dem 19. Jahrhundert vermehrten Wasserstraßen machten den Bau von Brücken notwendig.
Der nächstgelegene Verkehrsflughafen ist Bremen (ca. 60 km Entfernung).

## Persönlichkeiten

### Söhne und Töchter der Gemeinde
- Hermann Kruse (vor 1560 – † 1599), erster lutherischer Geistlicher am Doberaner Münster
- August Heidkämper (* 1889 in Jeddeloh I; † 31. Mai 1975 in Edewecht): Bauunternehmer und Baustoffhändler. 1946–1966 Bürgermeister von Edewecht, Kreistagsabgeordneter, Ehrenbürgermeister in Anerkennung seiner Leistungen beim Wiederaufbau des kriegszerstörten Edewechts (1966).
- Johann Bünting (* 20. Mai 1782 in Edewecht; † 6. Februar 1853 in Leer): Gründer der Fa. „Joh. Bünting & Co.“ (u. a. „Bünting Tee“)
- Hein ten Hoff (* 19. November 1919 in Süddorf; † 13. Juni 2003 in Hamburg): Profiboxer; langjähriger Präsident des Bundes Deutscher Berufsboxer
- Johann-Dietrich zu Jeddeloh (* 25. Februar 1914; † August 1999 in Jeddeloh): Baumschulist und Züchter; international renommierter Koniferen-Spezialist und -züchter, Stifter des „Pinetums“ im Gartenkulturzentrum Rostrup
- Heinz zu Jührden (* 1. Oktober 1920 in Edewecht; † 3. Juli 2008 in Edewecht): 1966 bis 2001 Bürgermeister Edewecht (Ehrenbürgermeister), Landrat Ammerland (Ehrenlandrat); Träger des Großen Verdienstkreuzes des Niedersächsischen Verdienstordens (1990); erhielt als Landrat bei der Kreisreform in den 1960er und 1970er Jahren die Selbstständigkeit des Ammerlandes und ist als Bürgermeister Edewechts Initiator des Industriegebietes „Im Brannen“.

### Persönlichkeiten, die mit der Gemeinde in Verbindung stehen
- Graf Anton Günther (* 10. November 1583 in Oldenburg; † 19. Juni 1667 in Rastede): Reichsgraf von Oldenburg; besaß um 1650/1660 an der heutigen Straße „Grubenhof“ ein gräfliches Jagdhaus in Edewecht
- Joseph Beuys (* 12. Mai 1921 in Krefeld; † 23. Januar 1986 in Düsseldorf): Aktionskünstler und Kunsttheoretiker; als Soldat am 27. April 1945 in Edewecht schwer verwundet
- Heinrich Christian Brand (* 27. September 1821 in Hundsmühlen; † 1891): Schiffsbauer, lernte auf einer Werft in Edewecht und gründete 1850 hier eine eigene Werft, die 1853 nach Oldenburg verlegt wurde und 1997 wegen eines Versicherungsschadens in Konkurs ging[54]
- Alfred Bruns (* 11. Juni 1907 in Oldenburg; † 21. Februar 1974 in Husbäke): Maler
- Albrecht Eckhardt (* 3. November 1937; † 18. Oktober 2023): Historiker und Leiter des Oldenburgischen Staatsarchivs
- Ludwig Wilhelm Martin Morisse (* 16. Oktober 1870 in Brake; † 22. September 1936 in Oldenburg): Kirchenrestaurator und Maler; restaurierte 1906 vorreformatorische Deckenmalereien in der Edewechter St. Nikolai-Kirche
- Johann Ludwig Mosle (* 2. Januar 1794 in Varel; † 24. Oktober 1877 in Oldenburg): Oldenburgischer Minister; propagierte 1844 den Edewecht prägenden Hunte-Ems-Kanal als Schifffahrtsweg und zur Moorkolonisierung
- Bertha Ramsauer (* 14. November 1884 in Oldenburg; † 12. Juli 1947 ebd.): Erwachsenenpädagogin; 1923–1935 Leiterin des Volkshochschulheims Edewecht in Husbäke
- Heinrich Seidel (* 25. Juni 1842 in Perlin, Mecklenburg-Schwerin; † 7. November 1906 in Groß-Lichterfelde bei Berlin): Schriftsteller und Ingenieur. Schrieb 1889 das Gedicht „Brun Jeddeloh“
- Wolfgang Späte (* 8. September 1911 in Podersam; † 30. April 1997 in Edewecht): 1942 in der Erprobungsstelle der Luftwaffe Rechlin verantwortlich für die Entwicklung des Raketenflugzeugs Me 163 und Testpilot
- Klaus Groh (* 1936 in Neisse, Oberschlesien): Künstler und Buchautor; Kurator verschiedener Kunstprojekte (u. a. „Kunstpfad Ammerland“)
- Wilfried Grunau (* 1958), Ingenieur und Geodät, lebt seit 1995 in Friedrichsfehn
- Thomas Kossendey (* 4. März 1948 in Berlin): Politiker (CDU), parlamentarischer Staatssekretär im Bundesverteidigungsministerium

## Sonstiges
- Ein überlieferter Aberglaube aus Edewecht nennt als Mittel gegen Gicht und Rheumatismus eine Mischung aus 13 Regenwürmern in Branntwein, die als Ganzes hinunterzuschlucken sind.[55]
- Ein auch in Berliner Zeitungen vermerktes Kuriosum war, dass in den 1930er Jahren unter den etwa 100 Schülern der Volksschule Jeddeloh I zeitgleich acht Zwillingspaare die Schulbänke drückten.[56]
- Im Jahre 1934 waren neben anderen ammerländer Motiven der Bahnhof und die Kleinbahn von Edewecht Schauplätze der volkstümlichen Kino-Komödie „Krach um Jolanthe“ nach Vorlage des Bühnenstücks „De Swienskummödi“ von August Hinrichs (Regie: Carl Froelich, Schauspieler u. a. Marianne Hoppe, Albert Lieven, Carsta Löck, Fritz Hoopts, Jaspar von Oertzen).
- Im Jahre 1955 waren die damalige „Entenfarm Bölts“ in Westerscheps (heute: Fa. Wichmann Enten) und andere Orte der Gemeinde Drehorte des Kinofilms Uns gefällt die Welt (Regisseur: R.A. Stemmle; mitwirkende Schauspieler u. a. Topsy Küppers, Kurt Heintel, Peer Schmidt, Inge Meysel u. v. a.).